# Paquistão
Paquistão (em urdu:  پاکستان; Pākistān, pronunciado: [pɑːkɪst̪ɑːn]), oficialmente República Islâmica do Paquistão (em urdu:  اسلامی جمہوریۂ پاكستان; Islāmī Jumhūriyah-yi Pākistān, pronunciado: [ɪslɑːmiː d͡ʒʊmɦuːriəɪh pɑːkɪst̪ɑːn]), é um país soberano do Sul da Ásia. Com uma população superior a 200 milhões de pessoas, é o quinto país mais populoso do mundo e, com uma área de 796 095 quilômetros quadrados, é a 35ª maior nação do planeta em área territorial. O Paquistão tem um litoral com 1 046 km de extensão ao longo do Mar da Arábia e do Golfo de Omã. O país asiático faz fronteira com a Índia a leste, com o Afeganistão a oeste e norte, com o Irã a sudoeste e com a República Popular da China no extremo nordeste. O Paquistão não tem fronteira com o Tajiquistão, pois estão separados pelo estreito Corredor de Wakhan, pertencente ao Afeganistão, no norte. Também compartilha uma fronteira marítima com Omã.
O território que hoje constitui o Paquistão moderno foi o lar de várias culturas antigas, como a Mergar durante o Neolítico, da Civilização do Vale do Indo durante a Idade do Bronze e, posteriormente, foi a sede de reinos governados por pessoas de diferentes credos e culturas, como hindus, indo-gregos, muçulmanos, turco-mongóis, afegãos e siques. A região foi governada por vários impérios e dinastias, como o Império Máuria indiano, o Império Aquemênida persa, o Império de Alexandre, o Califado Omíada árabe, o Império Mongol, o Império Durrani, o Império Sique e o Império Britânico. Como resultado do Movimento Paquistanês, liderado por Muhammad Ali Jinnah, e pela luta da região por independência política, o Paquistão foi criado em 1947 como uma nação independente para os muçulmanos das regiões no leste e no oeste do subcontinente indiano, onde havia uma maioria muçulmana. Inicialmente um domínio, o Paquistão adotou uma nova constituição em 1956, tornando-se uma república islâmica. A guerra civil, em 1971, resultou na secessão do Paquistão Oriental como um novo país chamado Bangladesh.
O Paquistão é uma república parlamentar federal que consiste em quatro províncias e quatro territórios federais. É um país étnica e linguisticamente diverso, com uma variação semelhante na sua geografia e na vida selvagem. Uma potência média e regional, o país tem o quarto maior exército do mundo e é também uma potência nuclear, sendo a única nação no mundo islâmico e a segunda no Sul da Ásia a ter este tipo de armamento. O Paquistão tem uma economia semi-industrializada, com uma agricultura bem integrada e é considerado um dos "Próximos Onze".
A história pós-independência do país tem sido caracterizada por períodos de ditadura militar, instabilidade política e conflitos com a vizinha Índia. O país continua a enfrentar problemas desafiadores, como superpopulação, terrorismo, pobreza, analfabetismo e corrupção política. O Paquistão é parte da Organização das Nações Unidas, da Commonwealth, da Associação Sul-Asiática para a Cooperação Regional, da Organização de Cooperação Econômica, da União pelo consenso, do Grupo de Cairns, do G11, do Grupo dos 20 e é membro fundador da Organização da Conferência Islâmica e do CERN. Também é considerado pelos Estados Unidos como um dos principais aliados extra-OTAN.

## Etimologia
Segundo J.P. Machado, o topônimo "Paquistão" foi criado em 1933 por Chaudhary Rahmat Ali para designar as regiões muçulmanas a noroeste da Índia, a partir das iniciais de Pandjab (Panjabe), Afghan (para os povos afegãos da área) e Kashmir (Caxemira), com o sufixo-stan (que representa o Baluchistão e significa "terra" em persa), formando PAKSTAN. Os paquistaneses relacionam o topônimo com o vocábulo pak ("puro", em persa e urdu), que daria ao nome do país o sentido de "Terra dos Puros".

## História

### Antiguidade

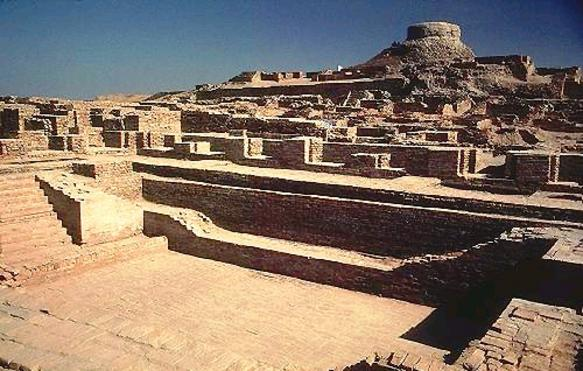
Ruínas de Moenjodaro, da Civilização do Vale do Indo

Algumas das primeiras civilizações humanas antigas na Ásia Meridional originaram-se em áreas que abrangem o atual Paquistão. Os primeiros habitantes conhecidos na região foram os soanianos durante o Paleolítico Inferior, de quem as ferramentas de pedra foram encontradas no Vale do Soan, em Panjabe. A região do Indo, que cobre a maior parte do atual Paquistão, foi o lar de várias culturas antigas sucessivas, como a Mergar do Neolítico e a Civilização do Vale do Indo da Idade do Bronze (2800-1800 a.C.) em Harapa e Moenjodaro.
A Civilização Védica (1500–500 a.C.), caracterizada pela cultura indo-ariana, lançou as bases do hinduísmo, que se tornaria bem estabelecido na região. Multã era um importante centro de peregrinação hindu. A Civilização Védica floresceu na antiga cidade de Gandara, atual Taxila em Panjabe. Impérios e reinos antigos sucessivos governaram a região: o persa Império Aquemênida, em torno de 519 a.C.; o império de Alexandre, o Grande, em 326 a.C.; e o Império Máuria fundado por Chandragupta Máuria e estendido por Asoca até 185 a.C. O Reino Indo-Grego fundado por Demétrio I de Báctria (r. 180–165 a.C.) incluía Gandara e Panjabe e alcançou sua maior extensão sob Menandro I (r. 165–150 a.C.), prosperando a cultura greco-budista na região. Taxila teve algumas das primeiras universidades e centros de ensino superior do mundo.

### Idade Média
O Império Gasnévida foi uma sociedade persa muçulmana da dinastia dos turcos mamelucos, na sua maior extensão governou grandes partes do Irã, o Afeganistão, a maior parte da Transoxiana e o noroeste do subcontinente indiano de 977 a 1186. A dinastia foi fundada por Sabuqueteguim após suceder seu sogro Alpeteguim ex-general dos sultões samânidas no controle dos territórios centrados ao redor da cidade de Gásni. O filho de Sabuqueteguim, Mamude, expandiu o império na região que vai desde o rio Oxo até o vale do rio Indo e oceano Índico; ao oeste, alcançou as cidades de Rei e Hamadã.
Sob o reinado de Maçude I, o império sofreu grandes perdas territoriais. Seus territórios ocidentais foram perdidos para os Seljúcidas na batalha de Dandanacã, o que resultou na restrição do controle sobre as regiões do Afeganistão, Paquistão, Baluchistão e Panjabe.
Em 1151, o sultão e xá Barã perdeu a cidade de Gásni para o sultão gúrida Aladim Huceine, o que fez com que Barã transferisse a capital para Laore, até sua subsequente captura pelos gúridas em 1186.
Embora a dinastia fosse de origem turca da Ásia Central, foi completamente persianizada em termos de idioma, cultura, literatura e hábitos e, portanto é considerada uma "dinastia persa".

### Independência

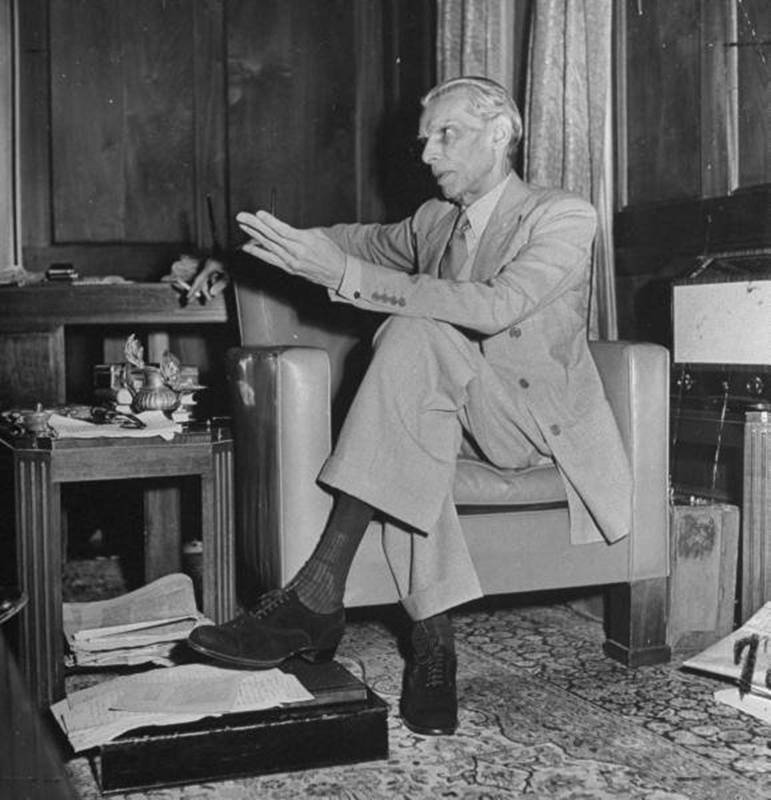
Mohammed Ali Jinnah, considerado o "Pai" da pátria paquistanesa

O Estado moderno do Paquistão foi criado em 14 de agosto de 1947, na forma de dois territórios majoritariamente muçulmanos nas porções leste e noroeste da Índia Britânica, separados pela Índia, de maioria hindu. Integravam o Paquistão independente as províncias do Baluchistão, Bengala Oriental (futuro Paquistão Oriental e, mais tarde, Bangladexe), Fronteira Noroeste, Panjabe Ocidental e Sinde. A partilha da Índia Britânica resultou em distúrbios na Índia e no Paquistão — milhões de muçulmanos mudaram-se para o Paquistão, e milhões de hindus e siques mudaram-se para a Índia. Surgiram controvérsias entre os dois novos países quanto a diversos Estados principescos, como Jamu e Caxemira, cujo governante aderiu à Índia após uma invasão de guerreiros pastós; como consequência, a Primeira Guerra Indo-Paquistanesa (1948) terminou com a ocupação pela Índia de cerca de dois-terços de Jamu e Caxemira.
Entre 1947 e 1956, o Paquistão foi um Dominio na Comunidade Britânica de Nações. A república, declarada em 1956, assistiu a um golpe de Estado por Ayub Khan (1958-1969), que presidiu o país durante um período de instabilidade interna e a segunda guerra com a Índia, em 1965. Seu sucessor, Yahya Khan (1969-1971), teve que lidar com o ciclone que causou 500 000 mortes no Paquistão Oriental.
A eclosão de discordâncias econômicas e políticas no Paquistão Oriental levou a uma violenta repressão política, que fez com que as tensões escalassem até chegar à guerra civil, conhecida como guerra de independência do Bangladexe, e a um novo conflito com a Índia. Como consequência, o Paquistão Oriental declarou-se independente, com o nome Bangladesh, em 1971. As estimativas sobre o número de mortos nesse episódio variam consideravelmente, entre mais de 30 000 e menos de 2 milhões, a depender da fonte.

### Era contemporânea

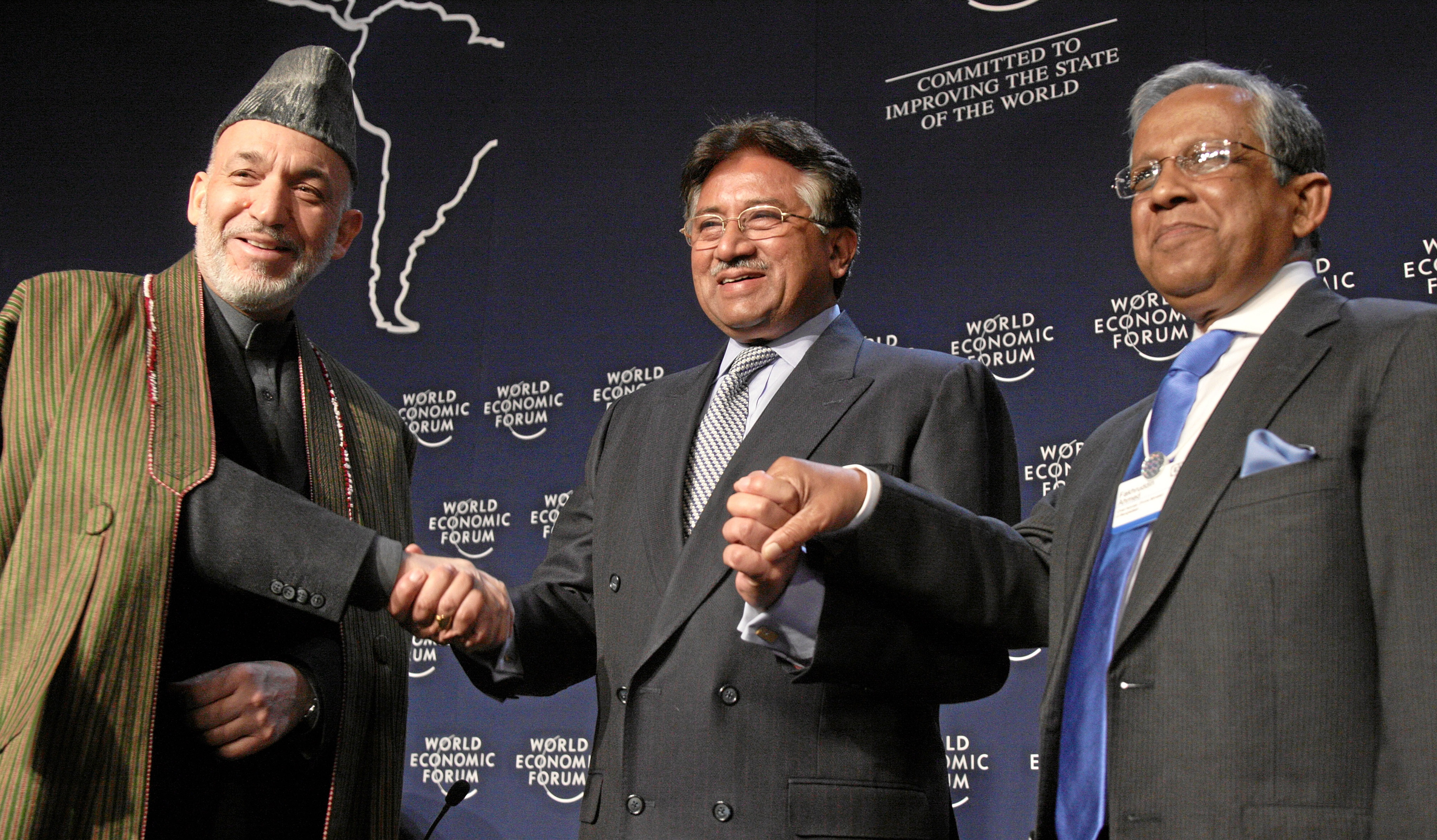
Hamid Karzai, presidente do Afeganistão, Pervez Musharraf, ex-presidente do Paquistão e Fakhruddin Ahmed, primeiro-ministro de Bangladesh

Entre 1972 e 1977, os civis voltaram a governar o país, sob a chefia de Zulfikar Ali Bhutto, até que este foi deposto e posteriormente sentenciado à pena de morte, quando o General Zia-ul-Haq se tornou o terceiro presidente militar do Paquistão. Zia substituiu as políticas seculares pelo código legal da charia islâmica, o que aumentou a influência religiosa sobre o funcionalismo público e os militares. Com a morte de Zia num acidente aéreo em 1988, Benazir Bhutto, filha de Zulfikar Ali Bhutto, foi eleita para o cargo de primeira-ministra do Paquistão — a primeira e única mulher a ocupar o posto. Ao longo da década seguinte, Benazir alternou-se no poder com Nawaz Sharif, enquanto que a situação política e econômica do país piorava.
O Paquistão enviou 5 000 soldados para a Guerra do Golfo, em 1991, para proteger a Arábia Saudita. Às tensões militares durante o conflito de Kargil com a Índia seguiu-se um golpe de Estado, em 1999, no qual o General Pervez Musharraf assumiu o poder Executivo.
Em 2001 Musharraf autonomeou-se presidente, com a renúncia forçada de Rafiq Tarar. Após as eleições legislativas de 2002, Musharraf transferiu os poderes executivos para um recém-eleito primeiro-ministro, Zafarullah Khan Jamali. Em 15 de novembro de 2007, o mandato da Assembleia Nacional expirou, o que levou à constituição de um governo provisório chefiado pelo ex-presidente do Senado, Muhammad Mian Soomro. O assassinato em dezembro de 2007 de Benazir Bhutto reflete a instabilidade do sistema político paquistanês. Em setembro de 2008, Musharraf renunciou à presidência do país, que após eleições indiretas, elegeu Asif Ali Zardari, viúvo de Benazir Bhutto, como presidente. O governo paquistanês também se tornou um parceiro importante dos Estados Unidos na Guerra ao Terror, iniciada após os ataques de 11 de setembro de 2001.
Em 2018, Imran Khan ganhou as eleições gerais tornando-se o 22º Primeiro-Ministro do Paquistão. Durante a campanha, defendeu publicamente o célebre Artigo 295c, a lei da blasfémia.

## Geografia

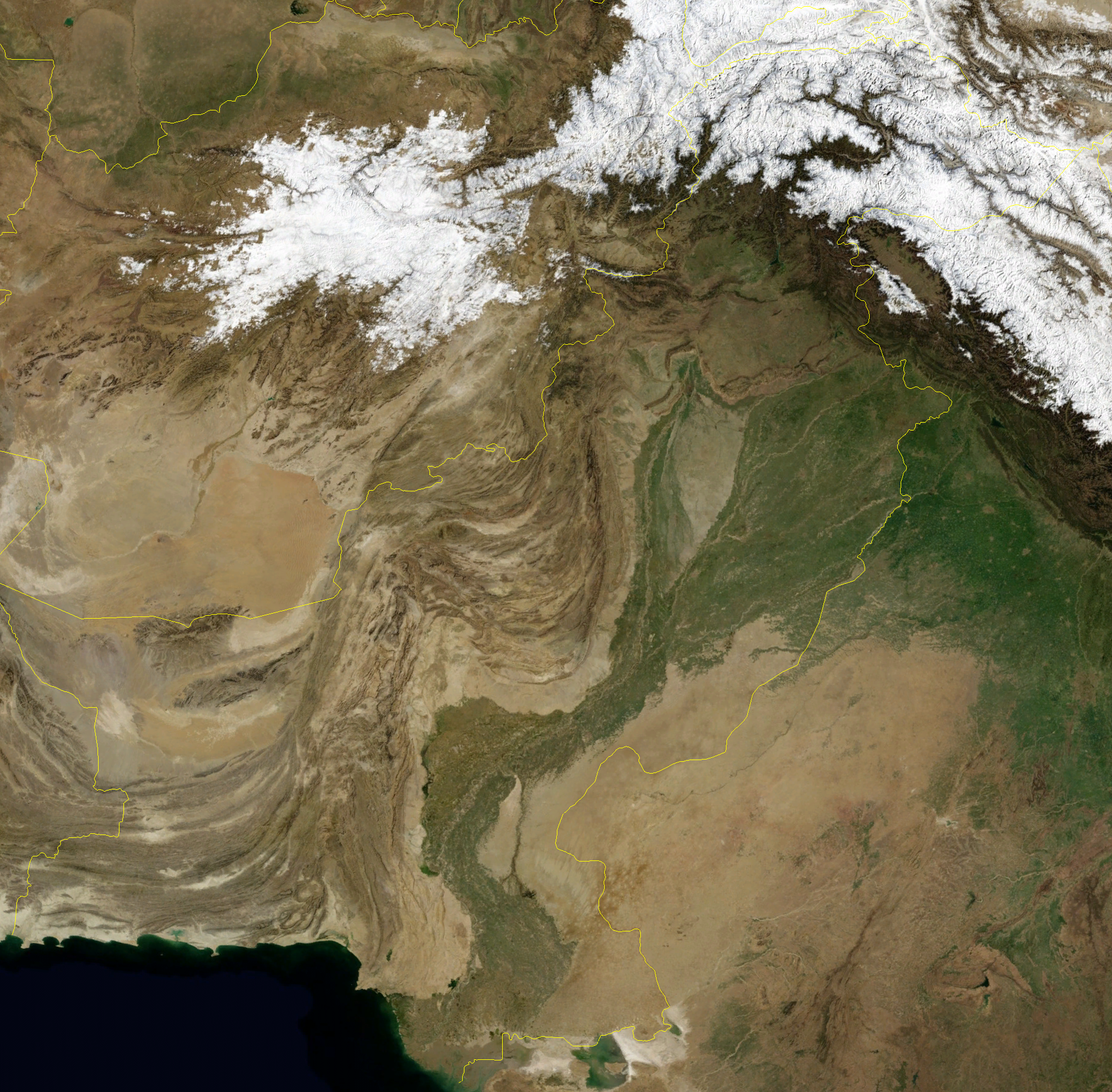
Imagem de satélite do Paquistão

Paquistão de acordo com a classificação climática de Köppen-Geiger

A área do Paquistão é de 881 640 km², equivalente à soma das superfícies de França e Reino Unido (ou de Minas Gerais e Rio Grande do Sul, no Brasil). A região leste do país encontra-se sobre a placa tectônica indiana, enquanto as regiões oeste e norte estão no planalto iraniano e sobre a placa eurasiática. Com 1 046 km de litoral no mar Arábico, o Paquistão possui 6 774 km de fronteiras — 2 430 km com o Afeganistão a noroeste, 523 km com a China a nordeste, 2 912 km com a Índia a leste e 909 km com o Irã a sudoeste.
Os acidentes naturais encontrados no país incluem desde praias arenosas, lagunas e manguezais, na costa meridional, até florestas temperadas e os picos gelados do Himalaia, do Caracórum e do Indocuche, ao norte. Estima-se que o país possua 108 picos acima de 7 000 m, cobertos por neve e geleiras.
Cinco das montanhas do Paquistão ultrapassam os 8 000 m. O rio Indo corta o país de norte a sul, descendo do planalto tibetano (Caxemira) até desaguar no mar Arábico. A oeste do Indo estão os desertos secos e acidentados do Baluchistão; a leste, o deserto de Thar. O Panjabe e partes do Sinde são formados por planícies férteis com importante atividade agrícola.

### Parques nacionais
Existem cerca de 157 áreas protegidas no Paquistão que são reconhecidos pelo IUCN. De acordo com a legislação local, um parque nacional é uma área protegida, criado pelo governo para a proteção e conservação de sua paisagem e vida selvagem em um estado natural. O mais antigo parque nacional é Lal Suhanra em Bahawalpur, criado em 1972. Ele também é a única reserva da biosfera do país. Lal Suhanra é o único parque nacional estabelecido antes da independência da nação em agosto de 1947. O Central Karakoram em Gilgit Baltistan é atualmente o maior parque nacional do país, abrangendo mais de uma área total aproximada de 1 390 100 hectares.

### Clima
O clima varia de tropical a temperado, com condições áridas no litoral sul. Há uma estação de monções, com inundações frequentes devido às fortes chuvas, e uma estação seca com pouca ou nenhuma chuva. A precipitação se distribui irregularmente ao longo do território, variando entre menos de 250 mm em algumas áreas a mais de 1 250 mm em outras, em geral trazida pelas monções de sudoeste, principalmente no final do verão. No centro do país, os verões são muitos quentes, com temperaturas que podem atingir 45 °C, seguidos de invernos bem frios, com frequência abaixo de zero grau.
O Índice Global de Risco Climático 2020 coloca o Paquistão como o quinto país mais afectado pelas alterações climáticas entre 1999 e 2018, com um aumento das ondas de calor extremo e inundações. O país é directamente afectado pelo derretimento dos glaciares dos Himalaias, causando graves carências de água em partes do país, bem como o desaparecimento gradual das florestas ribeirinhas. Entre 2000 e 2010, o Paquistão perdeu uma média de 43 000 hectares de floresta por ano.

Geografia do Paquistão
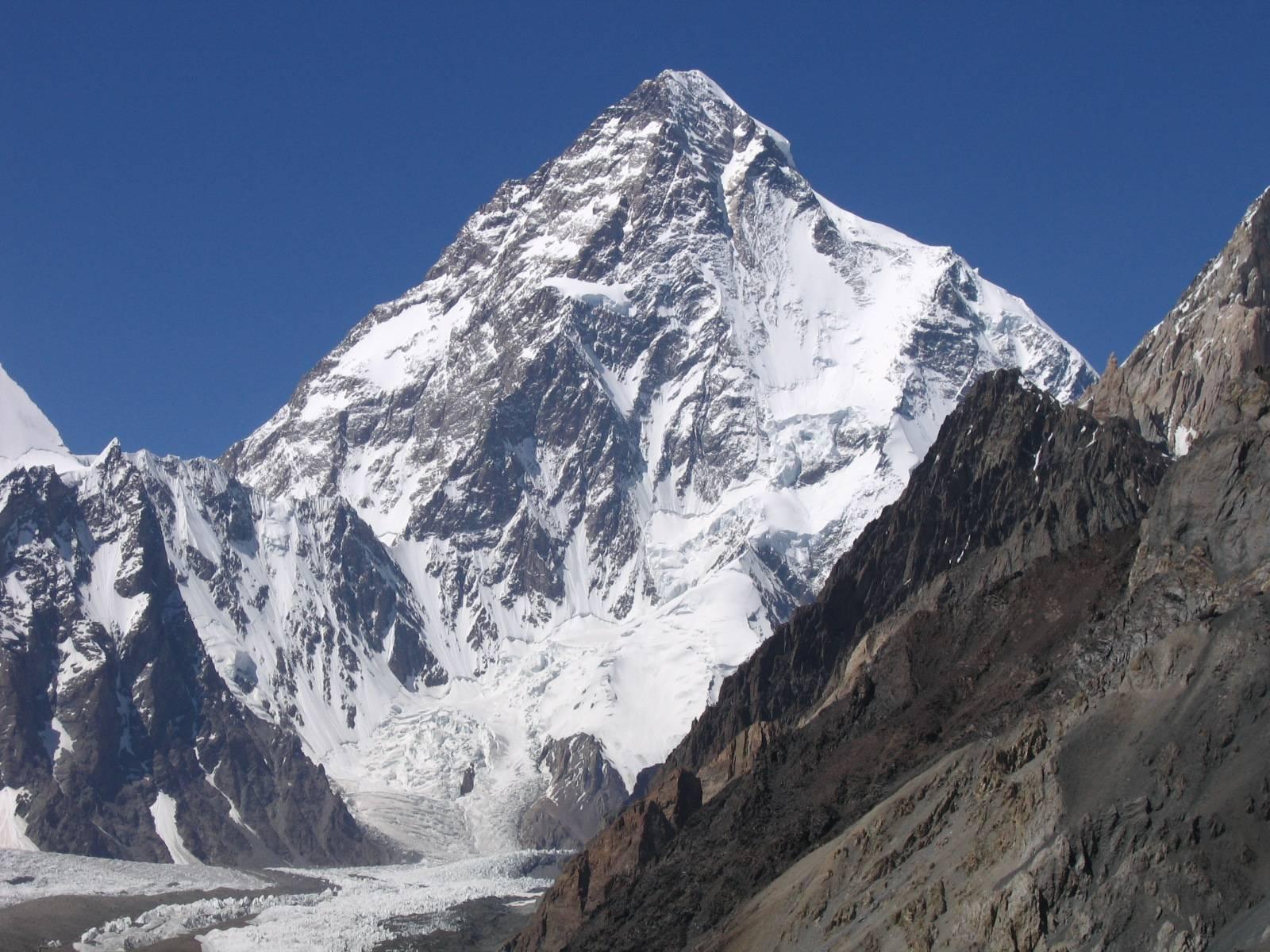
K2, parte do Himalaia e segunda montanha mais alta do mundo.
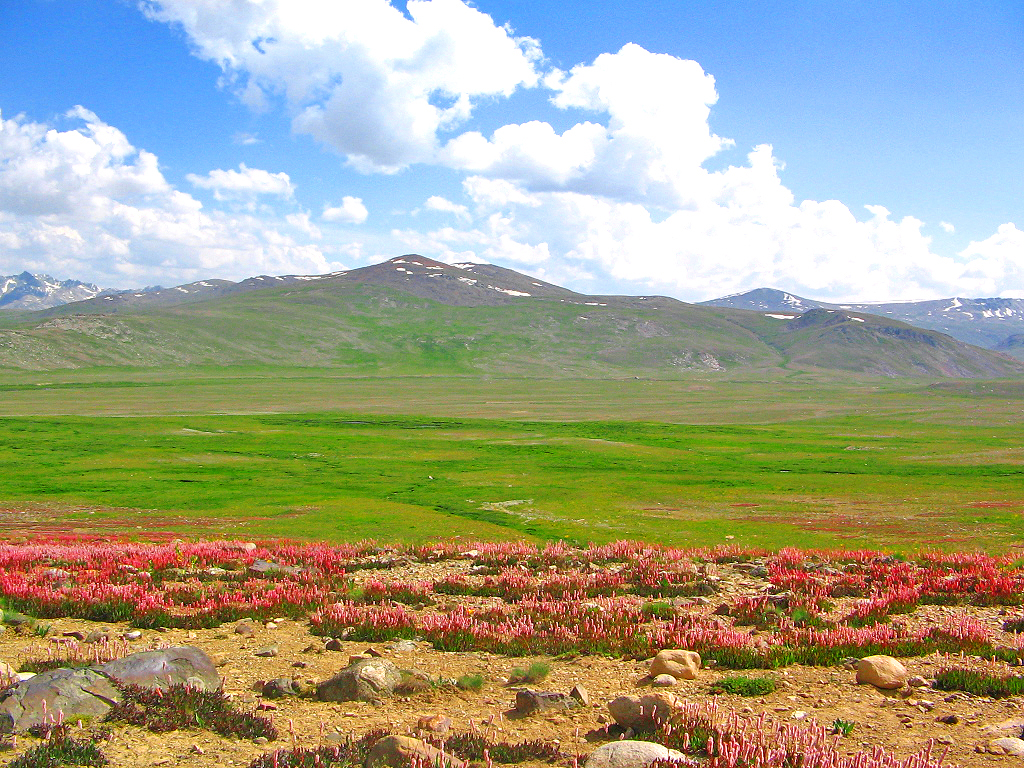
Parque Nacional Deosai, Gilgit-Baltistão
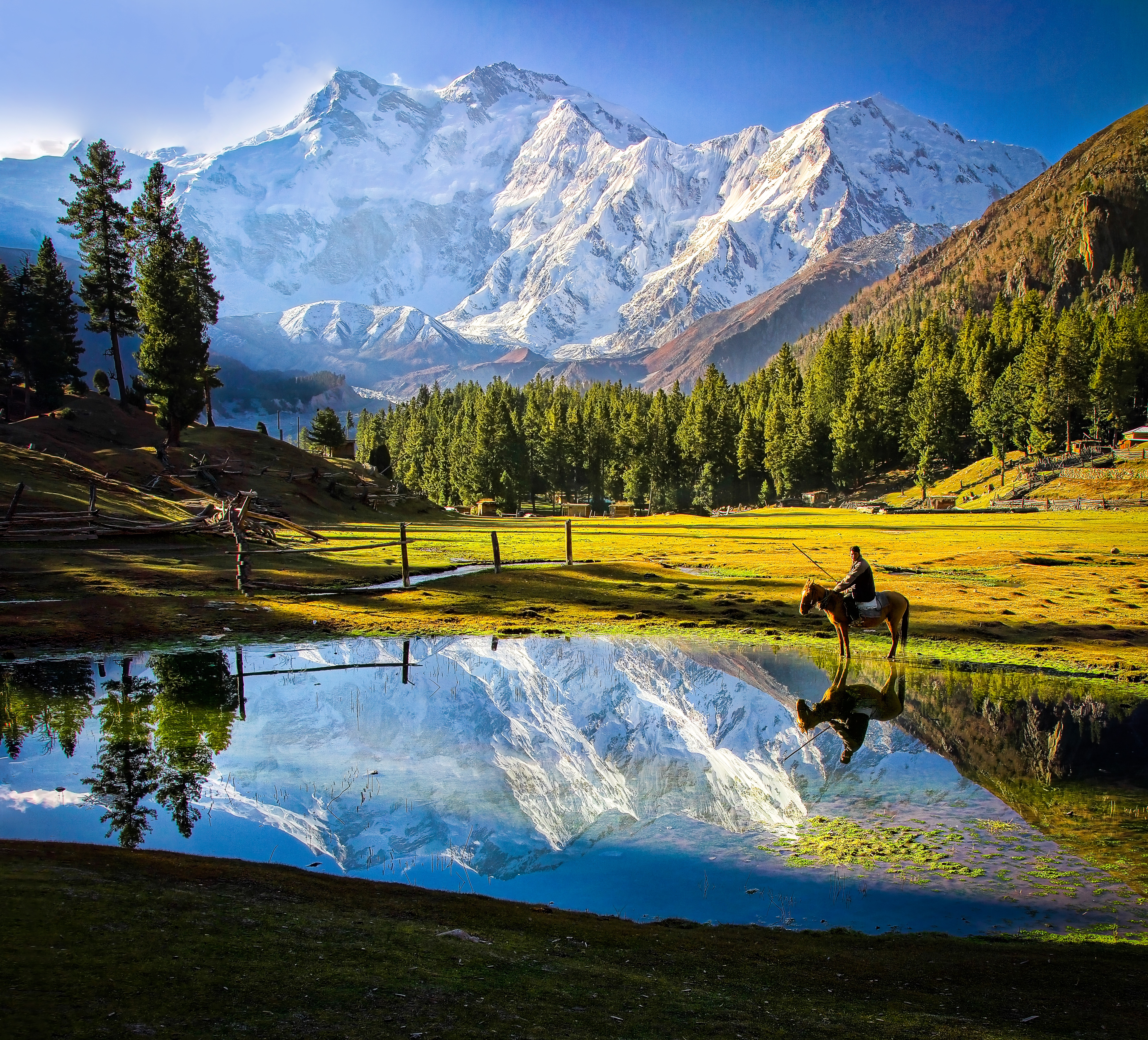
Nanga Parbat, a nona montanha mais alta do mundo.
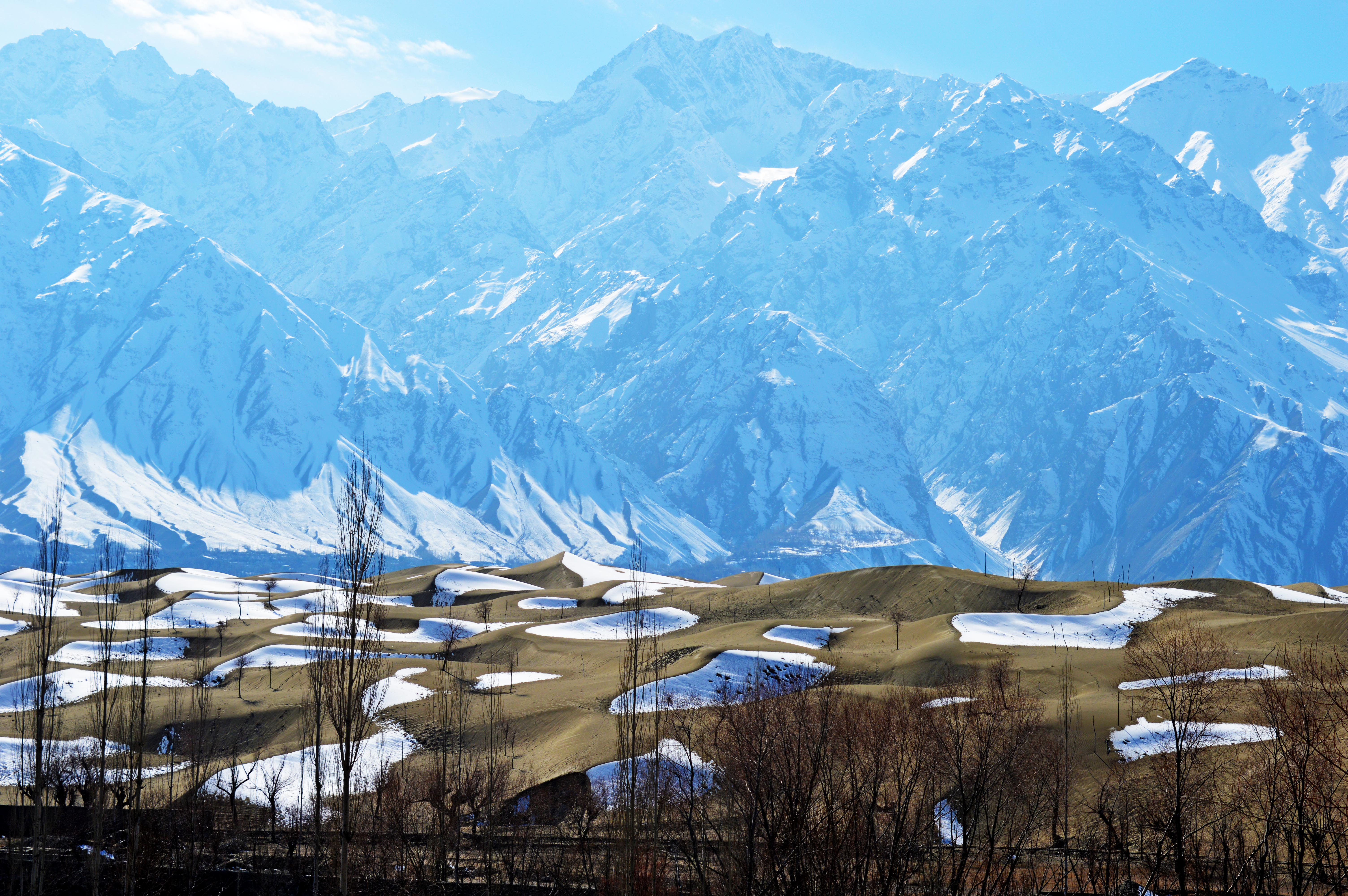
Deserto Katpana, Gilgit-Baltistão
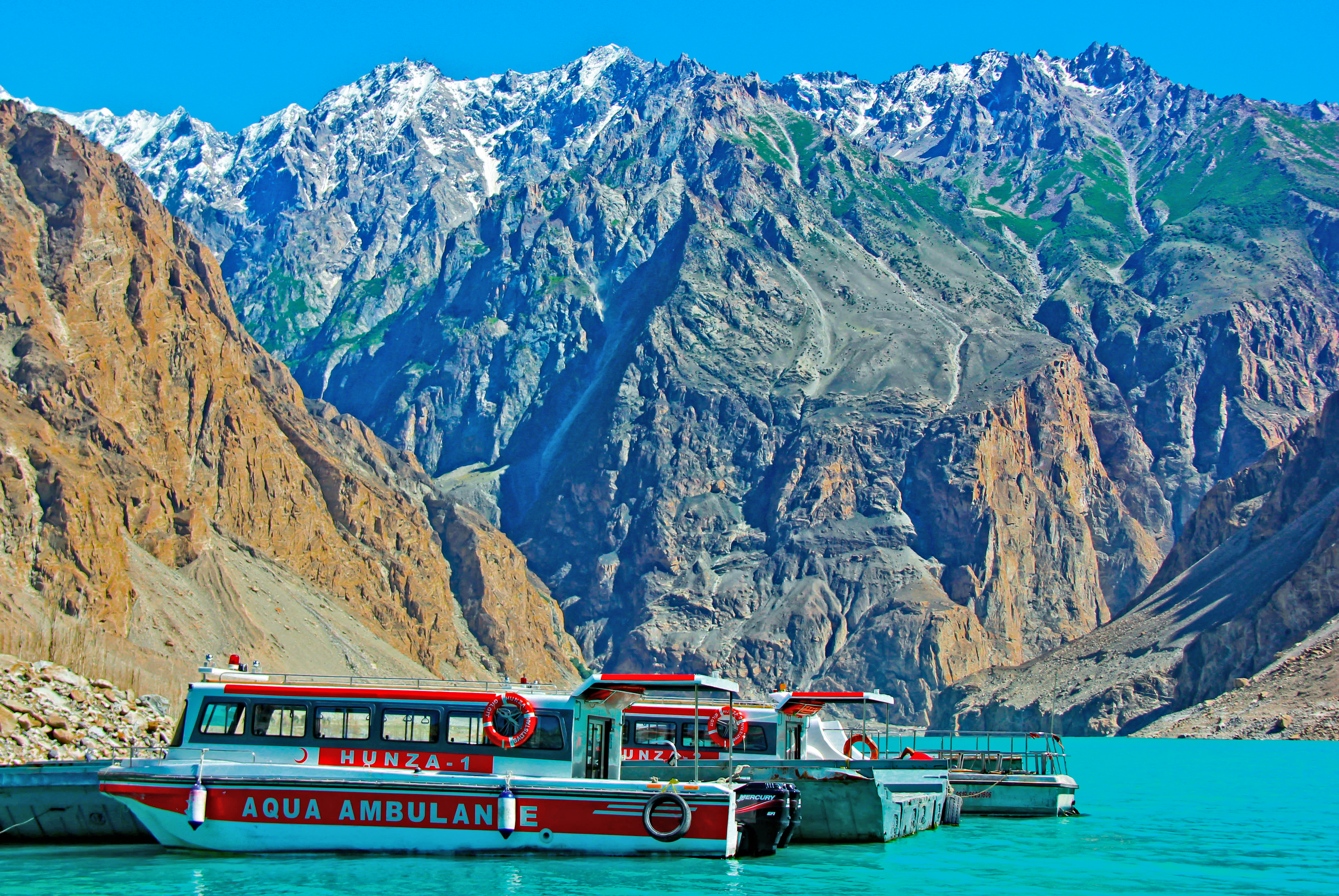
Vale de Hunza, Gilgit-Baltistão
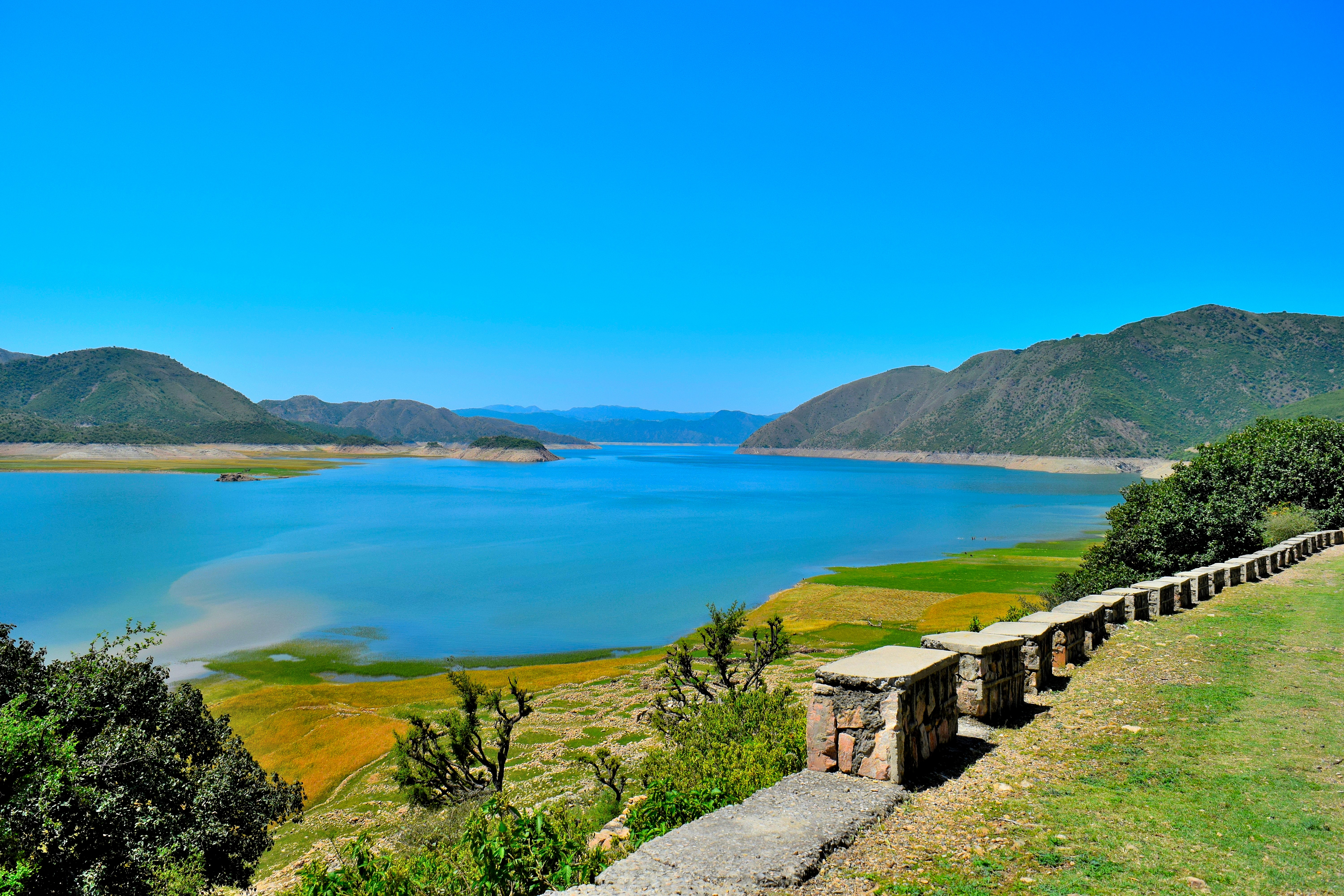
Haripur, Caiber Paquetuncuá

### Flora e fauna

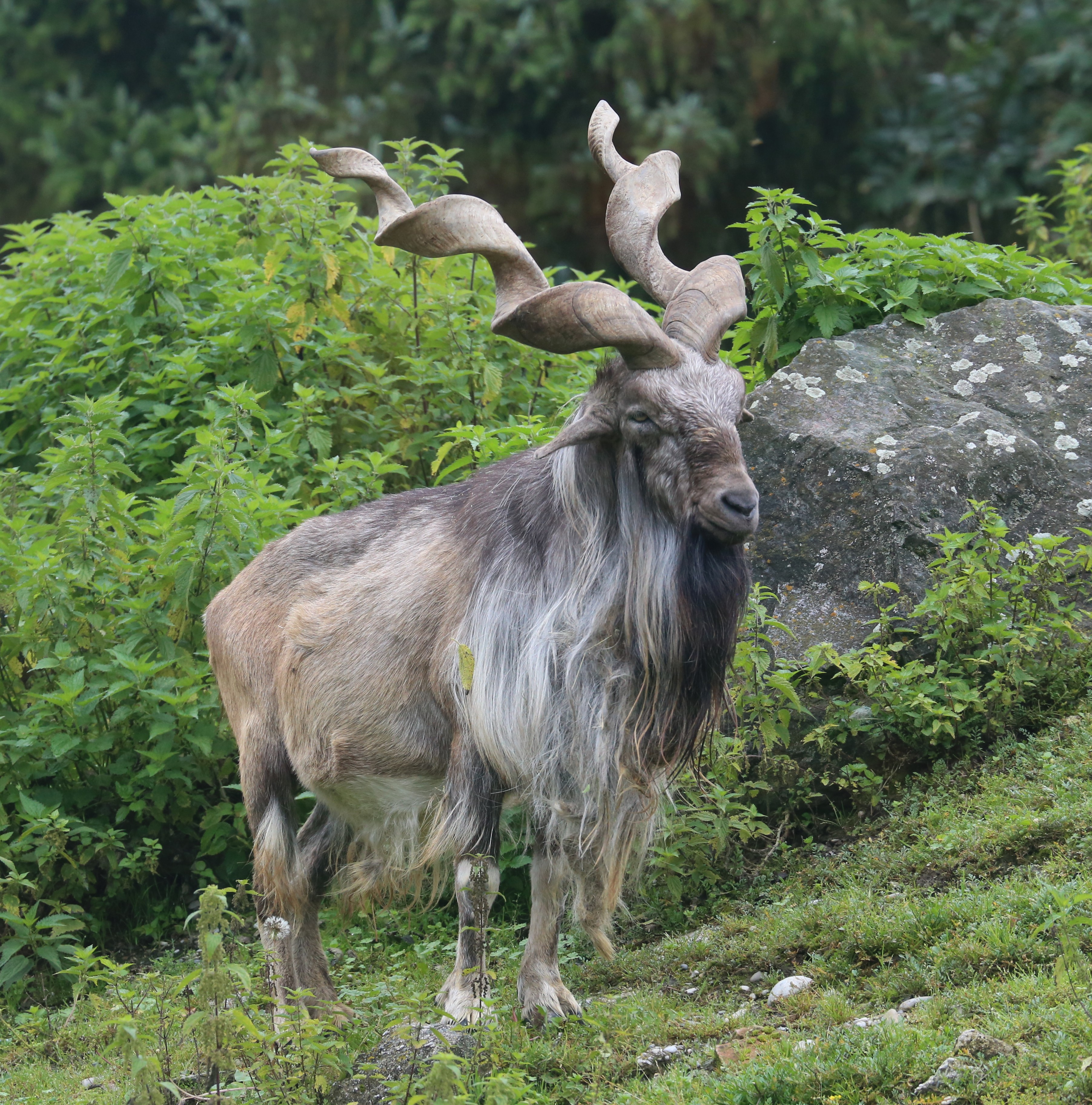
Uma cabra-selvagem-paquistanesa

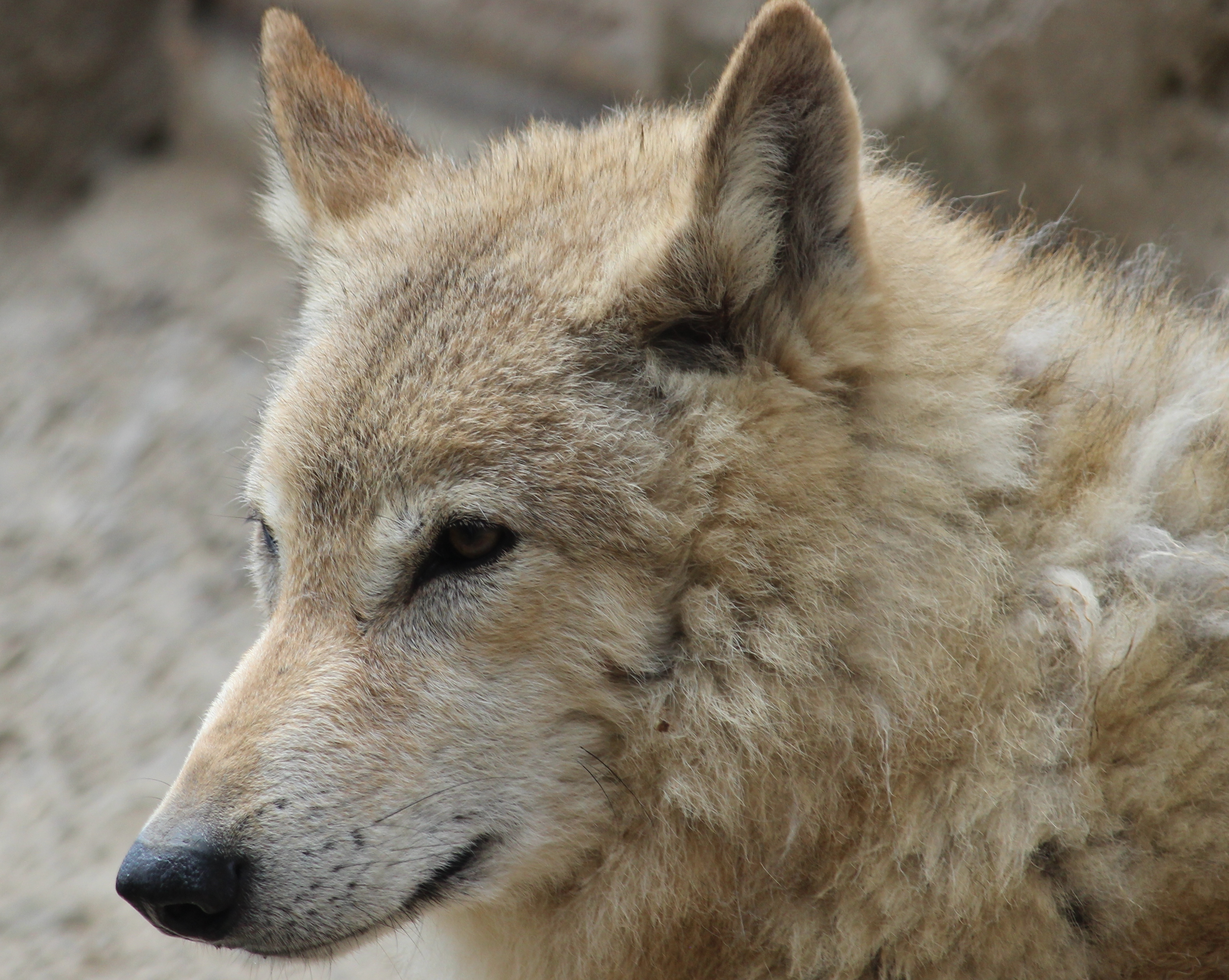
Um lobo-do-himalaia

A diversidade da paisagem e do clima no Paquistão permite que uma grande variedade de árvores e plantas floresçam. As florestas variam de árvores coníferas alpinas e subalpinas, como abetos, pinheiros e cedros nas montanhas do extremo norte, árvores decíduas na maior parte do país, à palmeiras como coco e tamareiras no sul do Panjabe, nas Montanhas Sulaiman no sul do Baluchistão e em todo o Sind. As colinas ocidentais abrigam zimbro, tamargueira, gramíneas grossas e plantas arbustivas. As florestas de mangue formam grande parte das áreas úmidas costeiras ao longo da costa sul.
As florestas de coníferas são encontradas em altitudes que variam de 1 000 a 4 000 metros na maioria das terras altas do norte e noroeste. Nas regiões xéricas do Baluchistão, a tamareira e a efedra são comuns. Na maior parte do Panjabe e Sinde, as planícies do Indo sustentam florestas tropicais e subtropicais de folhas largas secas e úmidas, bem como arbustos tropicais e xéricos. Essas florestas são, principalmente, de amoreira, acácia e eucalipto. Cerca de 2,2% ou 1 687 000 hectares (16 870 km²) do Paquistão foram florestados a partir de 2010.
A fauna do Paquistão também reflete o clima variado do país. Cerca de 668 espécies de pássaros são encontradas lá, incluindo corvos, pardais, gaviões, falcões e águias. A região de Palas tem uma população significativa de tragopans. Muitos pássaros avistados no Paquistão são migratórios, vindos da Europa, Ásia Central e Índia.
As planícies do sul são o lar de mangustos, pequenas civetas-indianas, lebres, o chacal asiático, o pangolim indiano, o gato-da-selva e o gato-do-deserto. Existem crocodilos e javalis, veados, porcos-espinhos e pequenos roedores nas áreas circundantes. Os cerrados arenosos do Paquistão central são o lar de chacais asiáticos, hienas listradas, leopardos e gatos-selvagens. A falta de cobertura vegetal, o clima severo e o impacto do pastoreio nos desertos deixaram os animais silvestres em situação precária. O chinkara é o único animal que ainda pode ser encontrado em números significativos no Deserto de Cholistão. Um pequeno número de nilgai é encontrado ao longo da fronteira Paquistão-Índia e em algumas partes do Cholistão. Uma grande variedade de animais vivem no norte montanhoso, incluindo o urial (uma subespécie de ovelha selvagem), a cabra markhor, a cabra ibex, o urso-negro-asiático e o urso-pardo-do-Himalaia. Entre os animais raros encontrados na área estão o leopardo-das-neves e o golfinho-de-rio-do-sul-da-ásia, dos quais se acredita que restem cerca de 1 100 animais protegidos na Reserva de Golfinhos do Rio Indo em Sinde. No total, 174 mamíferos, 177 répteis, 22 anfíbios, 198 espécies de peixes de água doce e 5 000 espécies de invertebrados (incluindo insetos) estão registrados no Paquistão.
A flora e a fauna do país sofrem de vários problemas. O Paquistão tem a segunda maior taxa de desmatamento do mundo, o que, junto com a caça e a poluição, tem efeitos adversos no ecossistema. A nação teve uma pontuação média no Índice de Integridade da Paisagem Florestal em 2019 de 7,42/10, classificando-o em 41º globalmente entre 172 países. O governo estabeleceu um grande número de áreas protegidas, santuários de vida selvagem e reservas de caça para resolver esses problemas.

## Demografia

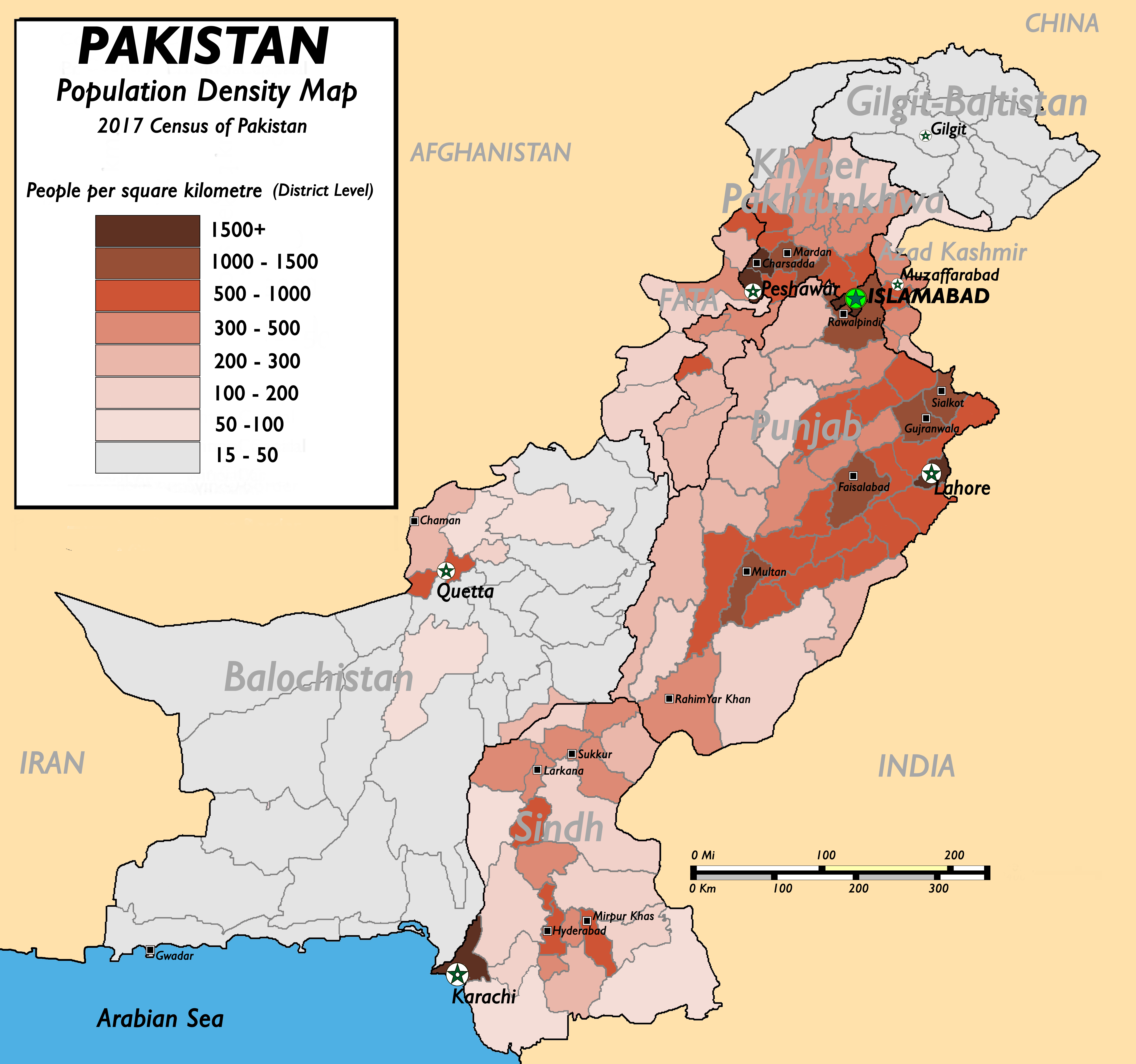
Densidade populacional do Paquistão

A população estimada do Paquistão em 2017 foi de mais de 210 milhões, tornando-o sexto país mais populoso do mundo, atrás do Brasil e à frente da Rússia. Em 1951, o Paquistão tinha uma população de 34 milhões de pessoas. A taxa de crescimento da população está agora em 1,6%. A maioria da população do sul do Paquistão vive ao longo do rio Indo. Pelo tamanho de população, Carachi é a maior cidade do Paquistão. Na metade norte, a maioria da população vive em um arco formado pelas cidades de Laore, Faiçalabade, Raualpindi, Islamabade, Gujranwala, Sialkot, Gujrat, Jelum, Sargodha e Sheikhupura. Cerca de 20% da população vive abaixo da linha de pobreza internacional US$ 1,25 por dia.
A expectativa de vida ao nascer é de 63 anos para mulheres e 62 anos para os homens em 2006 em comparação com a expectativa de vida saudáveis ao nascer, que foi de 54 anos para os homens e 52 anos para as mulheres em 2003. Despesas com saúde foi de 2% do PIB em 2006. A taxa de mortalidade inferior a 5 foi de 97 por 1 000 nascidos vivos em 2006. Durante 1990-2003, o Paquistão manteve uma liderança histórica como o país mais urbanizado do Sul da Ásia, com os moradores da cidade, perfazendo 36% da sua população. Além disso, 50% dos paquistaneses agora residem nas cidades de 5 000 pessoas ou mais.
A população do Paquistão é estimada em 180 milhões em 2012, a sexta maior do mundo, logo após a do Brasil. Prevê-se que a população paquistanesa ultrapasse a brasileira em número por volta de 2020, devido à alta taxa de crescimento populacional. Apesar das dificuldades inerentes à baixa exatidão do censo e das pesquisas relativas à taxa de fertilidade, os demógrafos creem que o crescimento populacional atingiu o auge na década de 1980, reduzindo-se consideravelmente desde então. Para uma população estimada em 162 400 000 habitantes em 1 de julho de 2005, a taxa de fertilidade era de 34 por mil, a taxa de mortalidade era de 10 por mil e o crescimento vegetativo, de 2,4%. A taxa de mortalidade infantil é alta, da ordem de 70 por mil nascimentos.
Os principais grupos étnicos do país são os panjabis (44,68% da população), os pastós (15,42%), os sindis (14,1%), os seraikis (10,53%), os muhajires (7,57%), os balúchis (3,57%) e outros (4,66%). Em novembro de 2007, cerca de 2 milhões de refugiados afegãos continuavam registrados no Paquistão, devido à guerra e à instabilidade no Afeganistão.
O seu Índice de Desenvolvimento Humano Ajustado à Desigualdade (IDHAD) (dados referentes a 2019, publicados em 2020) é de 0,384.

### Religião

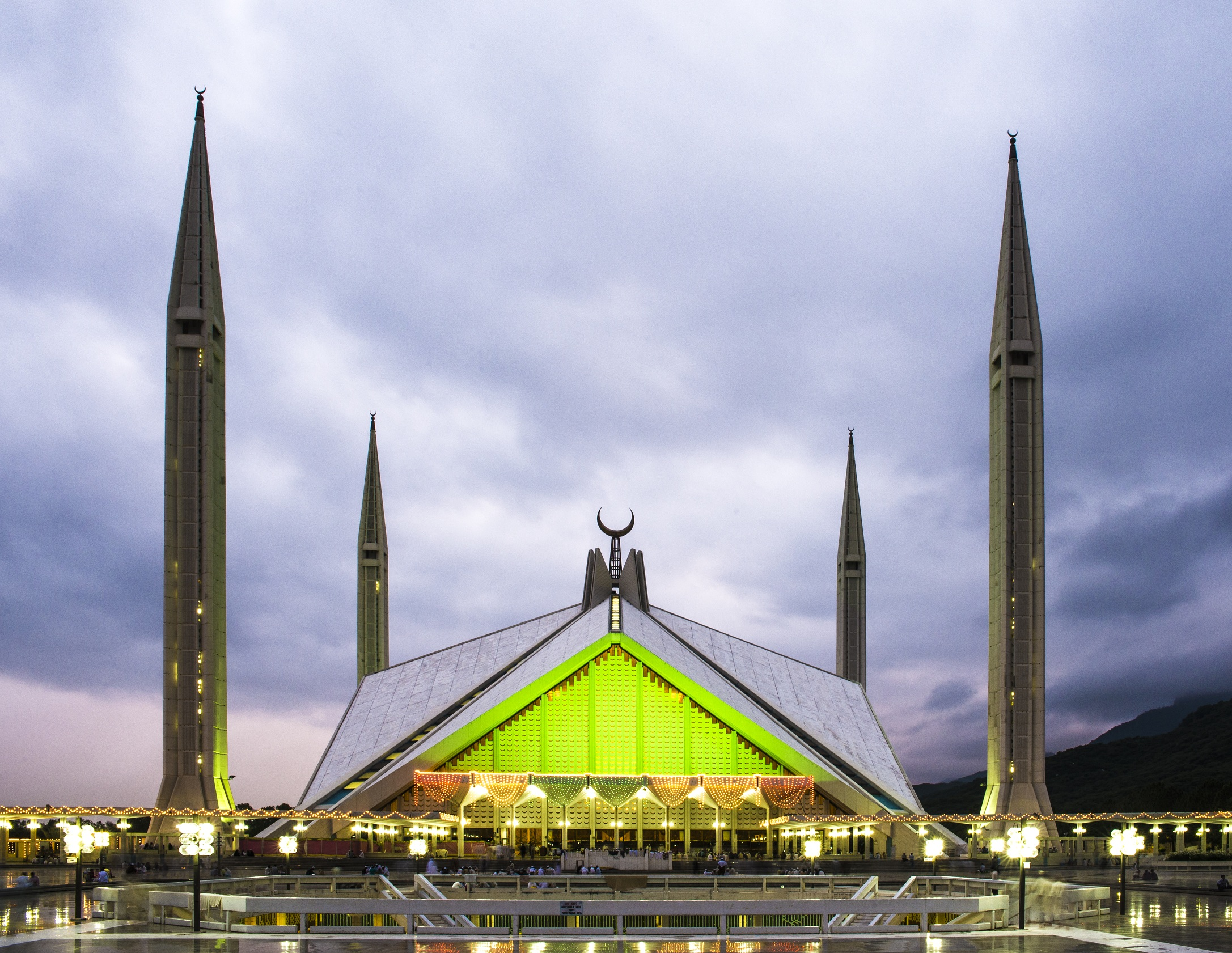
Mesquita Faisal, a maior do país, localizada em Islamabade

O censo mais recente realizado pelo Pakistan Bureau of Statistics (PBS) (Agência Paquistanesa de Estatísticas), de 1998, indicava que, aproximadamente, 96,28% da população do Paquistão era muçulmana. No entanto, existem pequenos grupos religiosos não muçulmanos: cristãos, hindus, siques, budistas, zoroastristas, bahá'ístas, animistas e outros, totalizando 2% da população. A maioria dos muçulmanos eram sunitas, estimando-se que os xiitas representariam entre 10 e 20% da população. Metade da população do país é adepta da corrente mística do Islã, o sufismo.
A demografia religiosa foi fortemente influenciada pelo movimento transfronteiriço de 1947 entre o Paquistão e a Índia. Naquele ano, em decorrência da Partilha das Índias Britânicas, houve uma maciça imigração de muçulmanos da Índia para o Paquistão e de hindus e siques no sentido oposto. O censo indica que 96% da população são muçulmanos (cerca de 77% são sunitas e 20%, xiitas). As minorias religiosas incluem hindus (1,85%), cristãos (1,6%), ademais de alguns poucos representantes siques, parses, ahmadis, budistas, judeus e animistas. O Paquistão é o segundo país de maioria muçulmana mais populoso do mundo (atrás da Indonésia) e possui a segunda maior população xiita do planeta (atrás do Irã).

### Idiomas
O Paquistão é um país multilíngue com mais de sessenta línguas sendo faladas. O inglês é a língua oficial do Paquistão, e utilizado em missão oficial, do governo e contratos legais, e panjabi tem uma pluralidade de falantes nativos, Urdu é a língua franca e língua nacional do Paquistão. O panjabi é a língua da província de Panjabe. saraiki também é falado na área maior da província de Panjabe. O pastó é a língua da província de Caiber Paquetuncuá. O sindi é a língua da província de Sinde e balúchi é a língua da província de Baluchistão.
A língua materna em geral corresponde ao grupo étnico no país. Apesar de ser a língua materna de uma minoria, o urdu é o idioma nacional e a língua franca do Paquistão, enquanto o inglês é a língua oficial, usada na constituição e amplamente empregada nos negócios e nas universidades pela elite urbana culta. O panjabi é falado por mais de 60 milhões de pessoas, mas não goza de reconhecimento oficial no país.

## Governo e política

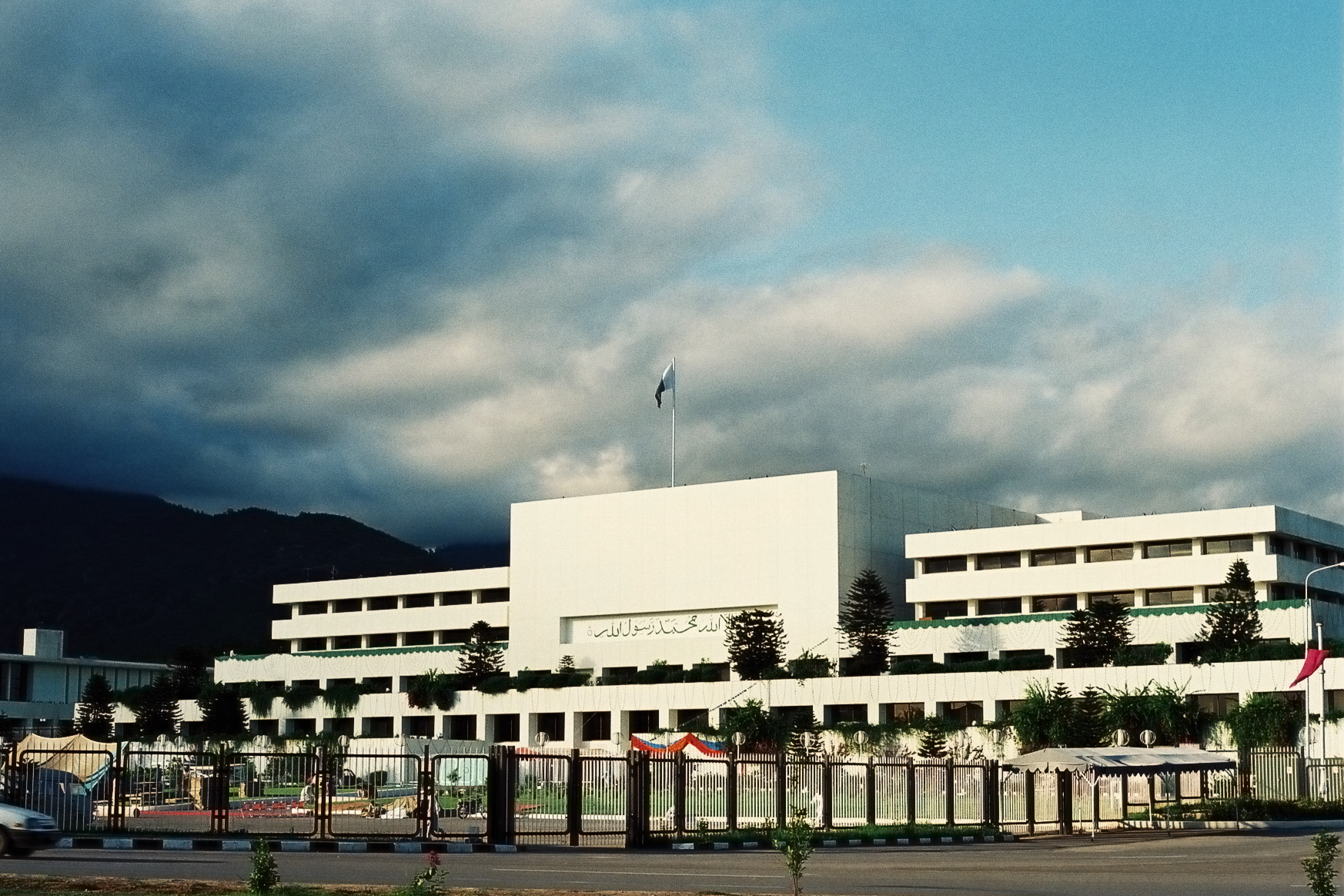
Sede do Parlamento do Paquistão, em Islamabade

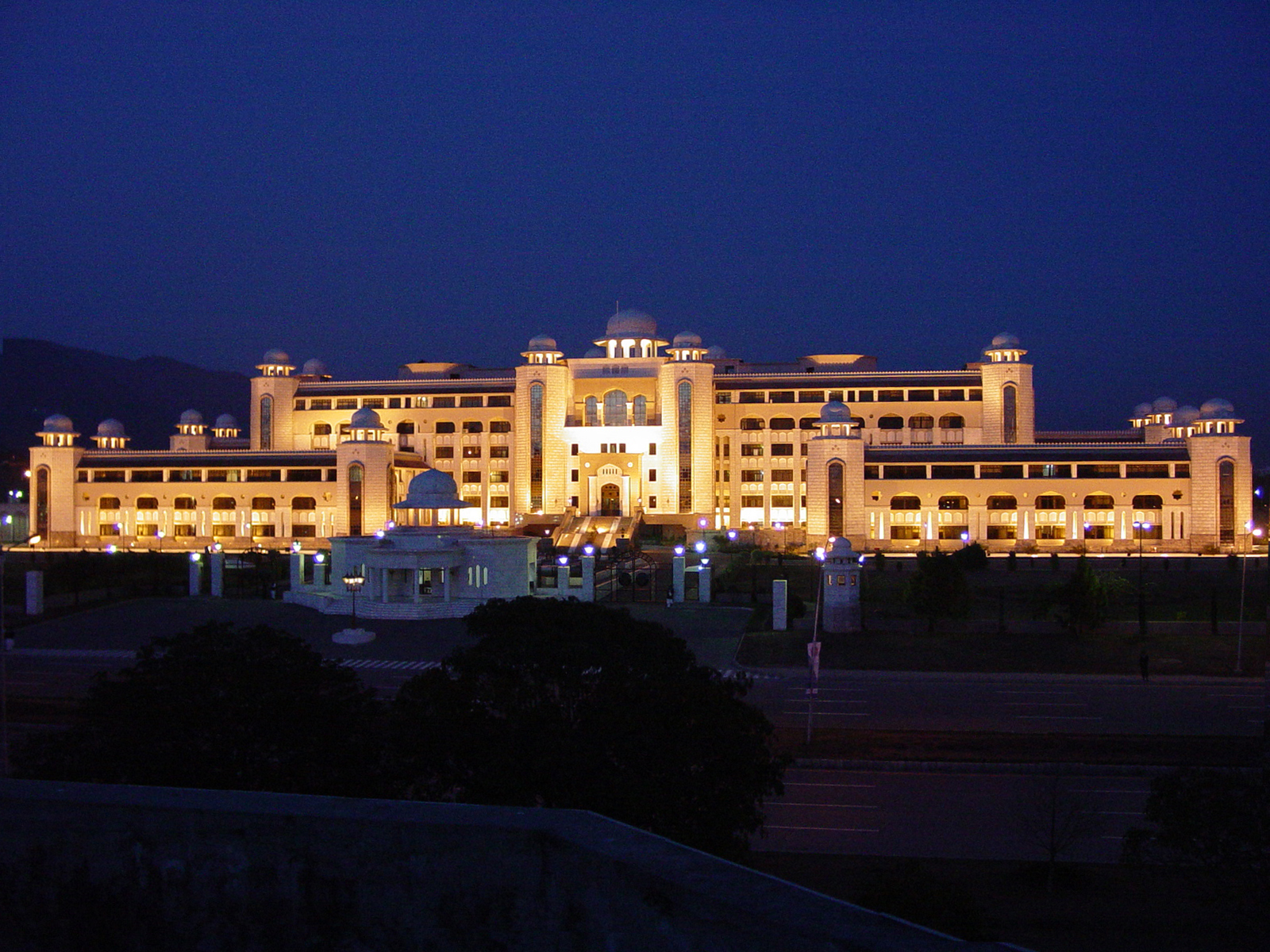
Residência oficial do primeiro-ministro do Paquistão

Pelos primeiros nove anos após a independência, o governo do Paquistão baseou-se no Government of India Act, de 1935 (a última constituição da Índia Britânica). A primeira constituição paquistanesa, promulgada em 1956, foi suspensa em 1958 pelo General Ayub Khan. A constituição de 1973, suspensa em 1977 por Zia-ul-Haq, foi retomada em 1991 e é o documento legal mais importante do país.
O Paquistão é uma república parlamentarista federal que tem o Islã como religião oficial. O poder Legislativo é bicameral e divide-se entre o Senado, com 100 cadeiras, e a Assembleia Nacional, com 342 assentos. O presidente, escolhido por um colégio eleitoral, é o chefe de Estado e o comandante-em-chefe das forças armadas. O primeiro-ministro é geralmente o chefe do maior partido representado na Assembleia Nacional. Cada província possui um sistema de governo similar ao federal, com uma assembleia provincial eleita pelo voto direto na qual o líder do maior partido é o chefe de governo. Os governadores provinciais são nomeados pelo presidente.
Nas eleições gerais de outubro de 2002, a Liga Muçulmana do Paquistão ganhou a maioria dos assentos da Assembleia Nacional, seguido por uma facção do PPP, os Parlamentares do Partido do Povo Paquistanês (PPPP). Zafarullah Khan Jamali, da Liga Muçulmana, tornou-se primeiro-ministro, mas renunciou em 26 de junho de 2004 e foi substituído interinamente por Chaudhry Shujaat Hussain. Em 28 de agosto de 2004, a Assembleia Nacional elegeu Shaukat Aziz, até então o ministro da Fazenda, como primeiro-ministro. A Muttahida Majlis-e-Amal, uma coalizão de partidos religiosos islâmicos, venceu eleições na província da Fronteira Noroeste, ampliando sua bancada na Assembleia Nacional.
Em 3 de novembro de 2007, o Presidente Pervez Musharraf declarou estado de emergência e suspendeu a constituição. Chefes políticos da oposição foram colocados em prisão domiciliar e o presidente da Suprema Corte foi substituído. Em resposta, a Comunidade Britânica de Nações suspendeu a participação do país em suas deliberações. Depois de eleições em fevereiro de 2008, a Commonwealth retirou a suspensão.

### Relações exteriores
O Paquistão participa ativamente das Nações Unidas e da Organização da Conferência Islâmica. Integra também a Associação Sul-Asiática para a Cooperação Regional e a Organização para Cooperação Econômica. No passado, as relações do Paquistão com os Estados Unidos passaram por períodos de aproximação e de afastamento. Nos anos 1950, o país, membro da CENTO e da SEATO, era visto pelos Estados Unidos como o "aliado mais aliado na Ásia".
Durante a invasão soviética do Afeganistão, nos anos 1980, o Paquistão foi um aliado crucial dos Estados Unidos, mas as relações se estreitaram nos anos 1990, com a aplicação de sanções pelos EUA, que suspeitavam as atividades nucleares paquistanesas. A partir dos ataques de 11 de setembro de 2001, as relações bilaterais melhoraram, especialmente depois que o Paquistão deixou de apoiar o regime dos talibãs, em Cabul. Com isto, a ajuda militar estadunidense foi fortemente ampliada.

### Forças armadas

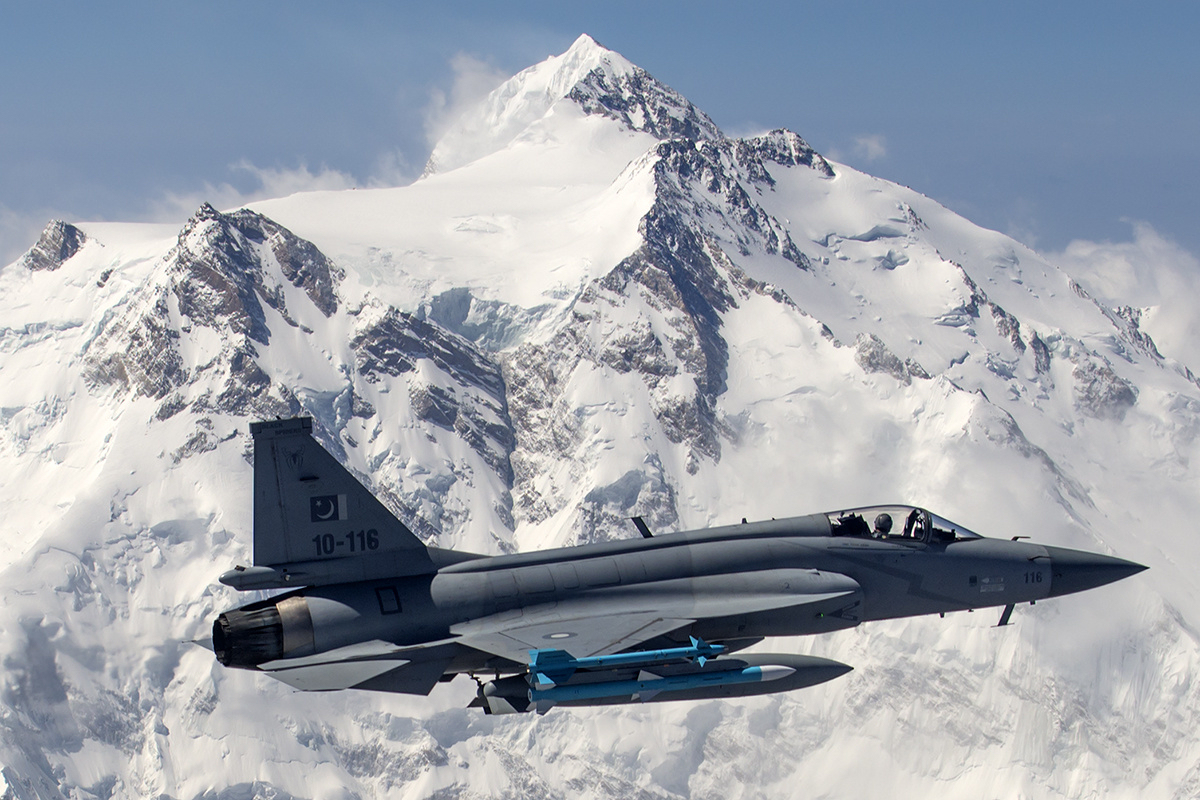
CAC/PAC JF-17 Thunder da Força Aérea do Paquistão com o Nanga Parbat ao fundo

As forças armadas paquistanesas têm desempenhado um papel influente na política do país. Ao longo da história, presidentes militares governaram entre 1958-88 e de 1999 em diante. O PPP, de esquerda, chefiado por Zulfikar Ali Bhutto, emergiu como um grande partido político durante os anos 1970. Durante o governo militar de Muhammad Zia-ul-Haq, o Paquistão deixou para trás as políticas de secularismo herdadas do Reino Unido, ao adotar a charia e outras leis baseadas no Islã. Os anos 1990 foram caracterizados por um sistema político de coalizão dominado pelo PPP e pela Liga Muçulmana
De caráter completamente voluntário, as Forças Armadas do Paquistão são as sétimas maiores do mundo. As três principais forças são o Exército, a Marinha e a Força Aérea, apoiadas por algumas organizações paramilitares responsáveis pela segurança interna e pela patrulha das fronteiras.
O Paquistão é uma potência nuclear e as forças armadas paquistanesas estão entre os maiores contribuintes de tropas para operações de manutenção da paz das Nações Unidas; mais de 10 000 homens foram empregados nessa área em 2007. O Paquistão enviou um contingente à primeira guerra do Golfo.

### Direitos humanos
Embora o Paquistão tenha sido criado sob princípios democráticos, como liberdade de expressão, de religião e de imprensa, golpes militares no país são comuns e, desde a independência, ele foi governado por ditadores militares que se declaram presidentes. As eleições gerais paquistanesas de 2013 foram as primeiras eleições no país onde houve uma transferência constitucional de poder de um governo civil para outro. As eleições paquistanesas, apesar de serem parcialmente livres, estão repletas de irregularidades, como, entre outras, compra de voto, uso de ameaças e coerção, discriminação entre muçulmanos e não muçulmanos e muitas outras violações. Além disso, o governo local admitiu em várias ocasiões que não tem absolutamente nenhum controle sobre o Exército e as agências de segurança relacionadas. Em 2010, a Foreign Policy classificou o Paquistão como o número 10º Estado falido do mundo, colocando-o na categoria "crítica" ao lado de outros países como Afeganistão, República Democrática do Congo e Somália.
Em geral, a liberdade de imprensa é permitida, mas todos os relatórios críticos da política do governo ou dos militares são censurados. Os jornalistas enfrentam ameaças e violências generalizadas, sendo que o Paquistão é um dos piores países para ser jornalista, com um total de 61 mortos desde setembro de 2001 e pelo menos 6 assassinados em 2013. As estações de TV e os jornais são rotineiramente fechados pela série de reportagens críticas ao governo ou às forças armadas.

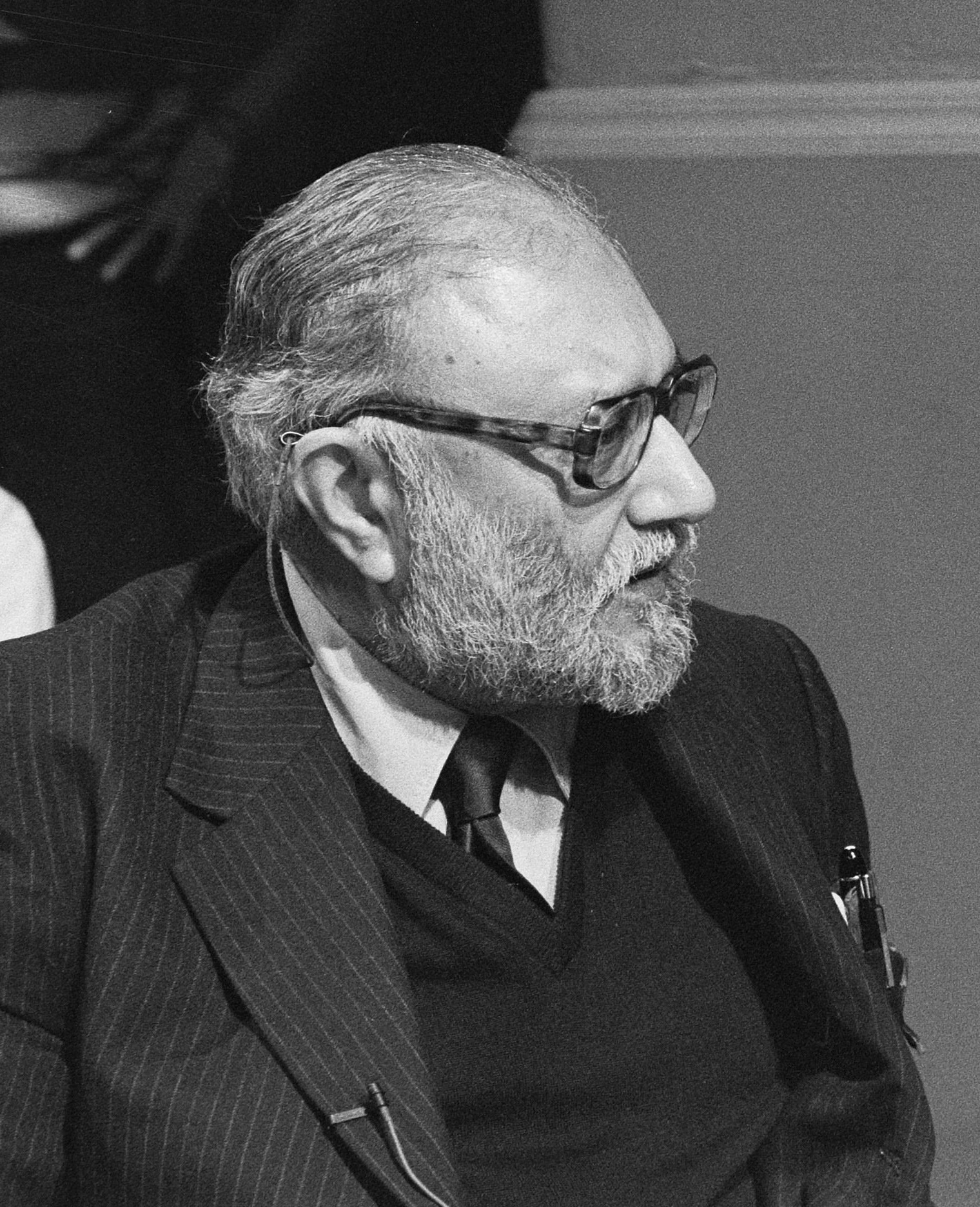
Abdus Salam recebeu o Prémio Nobel de Física em 1979.

 Os não muçulmanos no Paquistão não podem ser primeiro-ministro ou presidente, mesmo que sejam cidadãos paquistaneses. A Lei de Blasfêmia do Paquistão, segundo os críticos, é usada para perseguir minorias religiosas e aproveitada também para vinganças pessoais". Os muçulmanos Ahmadi são sujeitos a perseguições e discriminação significativas e são considerados "não muçulmanos". Todas as minorias religiosas sofrem ataquesː cristãos, hindus, Ahmadi, Xiitas, Sufistas e Sikhs. Esses ataques são geralmente atribuídos a extremistas religiosos, mas algumas leis do Código Penal do Paquistão e a inação do governo só fizeram com que esses ataques aumentassem. O epitáfio do cientista Abdus Salam, muçulmano ahmadi, falecido em 1996 e sepultado no Paquistão, inicialmente dizia: "Primeiro Prêmio Nobel Muçulmano". O governo paquistanês removeu "muçulmano" e deixou apenas seu nome na lápide. É a única nação a declarar oficialmente que os Ahmadis não são muçulmanos.
Em 2019, o professor universitário Junaid Hafeez foi condenado à morte por blasfémia. Foi acusado de dirigir um grupo secreto no Facebook e de ter insultado Maomé e o Alcorão em 2013, encontrando-se na prisão desde essa altura. Foi também acusado de acolher Qaisra Shahraz, uma famosa romancista britânica de origem paquistanesa, como oradora convidada e partilhando observações blasfemas contra o Islão durante uma palestra. O seu primeiro advogado, Rashid Rehman, já tinha sido morto a tiro no seu escritório em 2014 depois de aceitar a sua defesa.
Tahir Ahmed Naseem, um cidadão americano de Illinois, foi morto a 29 de julho de 2020 numa sala de tribunal em Peshawar. De acordo com o Departamento de Estado dos Estados Unidos, Naseem tinha sido atraído ao Paquistão a partir da sua casa em Illinois por indivíduos que depois usaram as leis de blasfémia do Paquistão para o prender. Naseem foi atingido com 6 tiros por um jovem local de 15 anos de idade. Milhares de pessoas apoiaram o seu assassino como um herói.
A violência de género no Paquistão é um problema social endêmico. De acordo com um estudo realizado em 2009 pela Human Rights Watch, estima-se que entre 70 e 90 por cento das mulheres e meninas no Paquistão sofreram algum tipo de abuso. Cerca de 5 mil mulheres são mortas por ano por conta de violência de género, a qual compreende também cerca de mil mortes pelos chamados crimes de "honra", sendo que milhares de outras são mutiladas ou incapacitadas. A maioria das vítimas não tem recursos jurídicos. As autoridades responsáveis pela aplicação da lei não consideram a violência de género como um crime e geralmente se recusam a registrar quaisquer casos deste tipo. Dado os poucos abrigos de mulheres no país, as vítimas têm capacidade limitada de escapar de situações violentas.
Uma pesquisa conduzida pelo Instituto Nacional de Pesquisas da População do Paquistão (National Institute of Population Studies), com assistência de organismos internacionais, referente a 2017-18, concluiu que as mulheres do Paquistão têm pouca escolaridade, são abusadas física e mentalmente e não têm acesso a informações e serviços financeiros. Cerca de metade das mulheres pesquisadas, de idades entre 15 e 49 anos, são analfabetas. Apenas cerca de 17 por cento fazem parte do mercado de trabalho (contra cerca de 96 por cento no caso dos homens). É comum sofrerem violência física e sexual. A taxa de nascimentos é das mais altas do mundo, cerca de 3,6 nascimentos por mulher. As mulheres estão assim a ser solicitadas a criar uma nova geração numa sociedade que enfrenta já grande escassez de recursos. Ainda de acordo com essa pesquisa, 38% das crianças com menos de cinco anos no Paquistão sofrem de raquitismo e 23% delas estão abaixo do peso normal para a sua idade.
No Paquistão, muitas meninas hindus, sikhs e cristãs, entre os 12 e os dezoito anos de idade, são raptadas, violadas, convertidas à força ao Islão e casadas com homens muçulmanos, no meio da apatia oficial. Segundo a Fundação Aurat, cerca de mil meninas não muçulmanas são convertidas à força ao Islão no Paquistão todos os anos.

## Subdivisões

Províncias e territórios do Paquistão

O Paquistão é uma federação com quatro províncias, um distrito federal e áreas tribais administradas pelo governo federal. O governo paquistanês exerce jurisdição de facto sobre partes da Caxemiraː a chamada Caxemira Livre e as Áreas do Norte. O Paquistão também reivindica o estado indiano de Jammu e Caxemira.
O terceiro nível de divisão administrativa do país é composto por distritos, subdivididos em tehsils e conselhos locais. Cada nível conta com órgãos eleitos. Atualmente há 107 distritos no Paquistão propriamente dito. As áreas tribais compreendem diversas "agências" e seis pequenas regiões de fronteira, enquanto a Caxemira Livre é formada por sete distritos e as Áreas do Norte, por seis.

### Províncias
1. Baluchistão
2. Caiber Paquetuncuá
3. Panjabe
4. Sinde

### Territórios
1. Território da Capital Islamabade
2. Território Federal das Áreas Tribais

### Partes da Caxemira administradas pelo Paquistão
1. Caxemira Livre (ou Azad Kashmir: "azad" significa "livre" em urdu)
2. Guilguite-Baltistão

## Economia

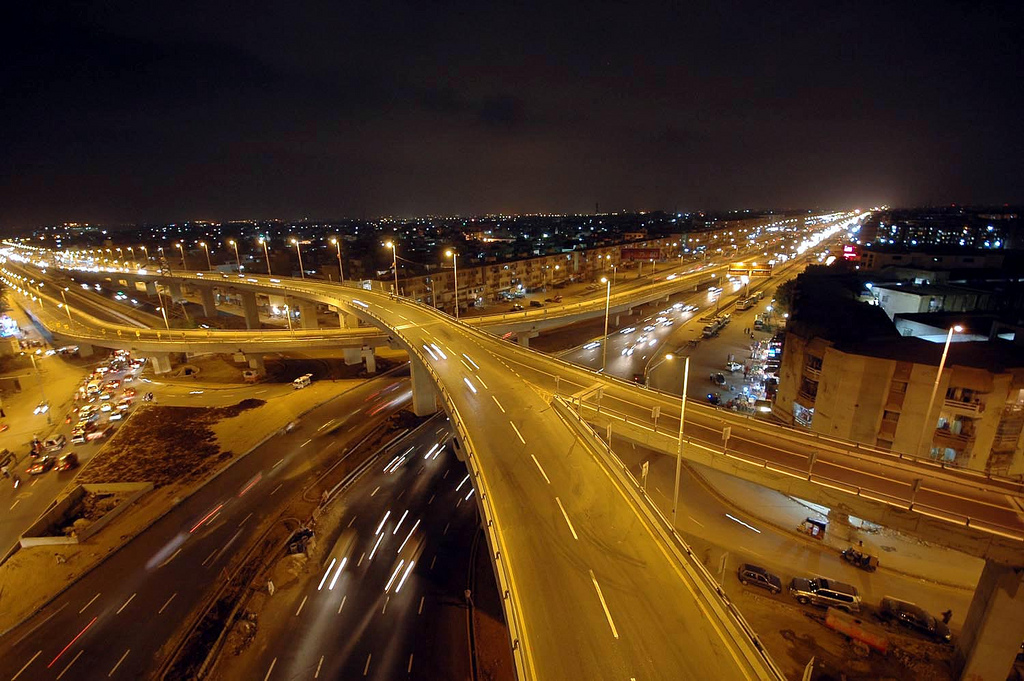
Trevo rodoviário em Carachi, a maior cidade do país

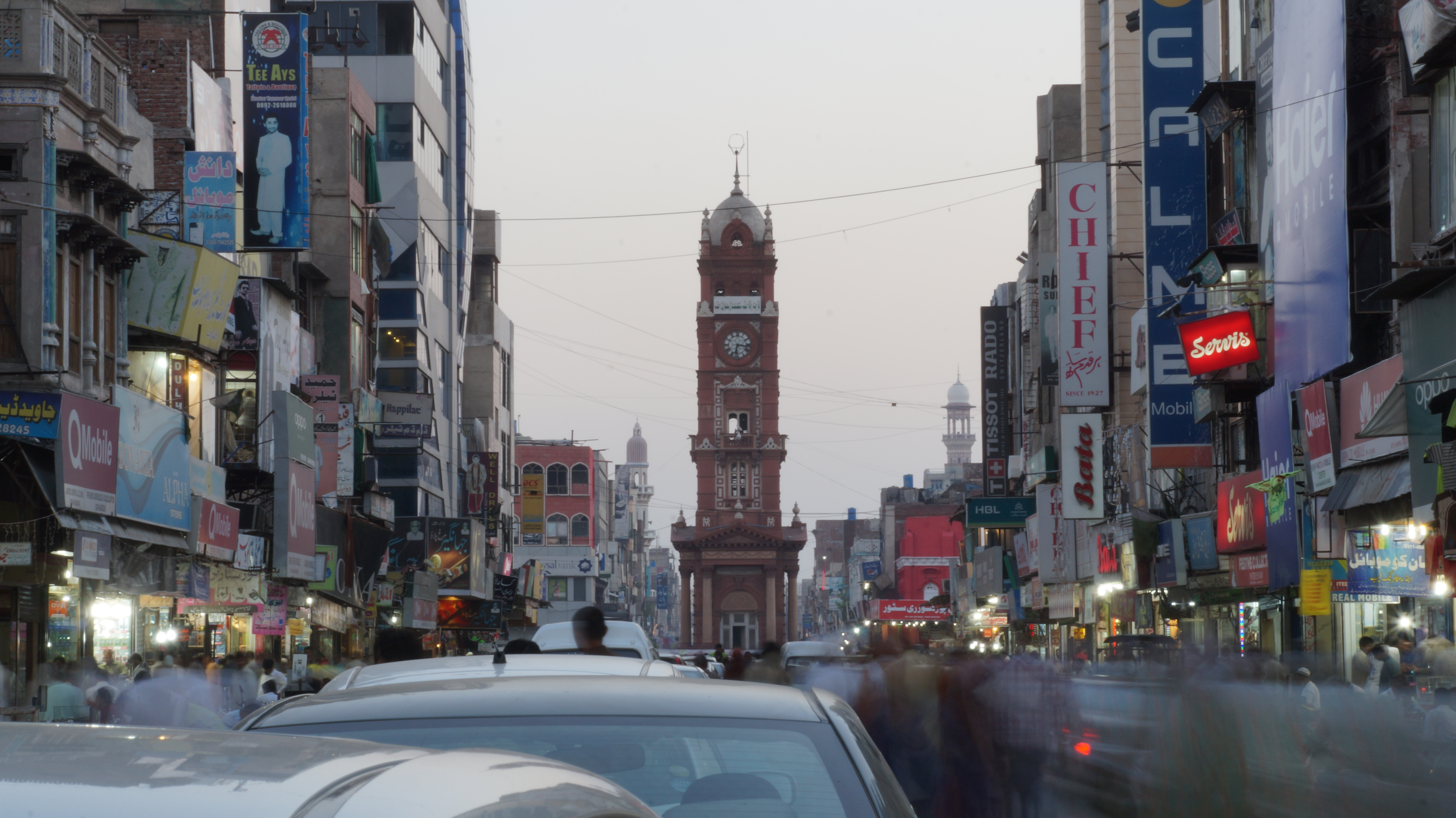
Centro comercial de Faiçalabade

Principais produtos de exportação do Paquistão em 2019.

O Paquistão é um país em desenvolvimento com um rápido crescimento econômico (7% anuais por quatro anos consecutivos até 2007.) e um grande mercado emergente. Apesar de ter sido um país pobre em 1947, a taxa de crescimento econômico do Paquistão foi mais alta do que a média mundial durante as quatro décadas seguintes. Embora políticas imprudentes tenham reduzido o ímpeto da economia no final dos anos 1990, reformas econômicas recentes voltaram a acelerar o crescimento do país, em especial na área de manufaturas e de serviços financeiros. A situação cambial melhorou consideravelmente, com o acúmulo de divisas. A dívida externa, estimada em cerca de USD 40 bilhões, foi reduzida nos últimos anos devido à assistência do FMI e ao auxílio financeiro dos Estados Unidos.
Estima-se que o PIB paquistanês (PPC) em USD 475,4 bilhões e a renda per capita, em USD 2 942. A taxa de pobreza é estimada entre 23% e 28%. As taxas de crescimento econômico do Paquistão têm sido altas nos últimos cinco anos terminados em 2007, mas as pressões inflacionárias e um baixa poupança nacional, dentre outros fatores, podem dificultar a manutenção desse ritmo.
A estrutura da economia paquistanesa passou de uma base predominantemente agrícola para outra fortemente ligada ao setor de serviços. A agricultura hoje responde por cerca de 20% do PIB, enquanto o setor de serviços corresponde a 53% do PIB, dos quais 30% referem-se ao comércio de atacado e de varejo. Na agricultura, em 2018, o país era um dos 5 maiores produtores mundiais de cana-de-açúcar, algodão e manga, um dos 10 maiores produtores do mundo de trigo, arroz, cebola e tâmara, além de ter grandes produções de milho, batata, laranja e tangerina, entre outros produtos. Na pecuária, o país era, em 2019, um dos 5 maiores produtores do mundo de leite de cabra, um dos 10 maiores produtores do mundo de leite de vaca e um dos 20 maiores produtores do mundo de carne de frango e carne bovina, entre outros. O país também foi, em 2019, o 9º maior produtor mundial de lã. As maiores exportações de produtos agropecuários processados do país em termos de valor, em 2019, foram: arroz (U$ 4,5 bilhões), açúcar (U$ 0,29 bilhões), carne bovina (U$ 0,21 bilhões), tangerina (U$ 0,14 bilhões), farinha de trigo (U$ 0,12 bilhões), batata (U$ 0,11 bilhões), manga (U$ 0,1 bilhões), especiarias (U$ 73 milhões), tâmara (U$ 71 milhões), algodão (U$ 67 milhões), cebola (U$ 67 milhões), trigo (U$ 66 milhões), entre outros.
Sobre a mineração, o país não tem uma extração de alto valor, mas é um dos maiores produtores do mundo de topázio, turmalina, esmeralda, rubi, peridoto e espinela e está entre os 20 maiores produtores do mundo de urânio, gipsita, grafite e sal.
Na indústria, o Paquistão tinha a 47ª indústria mais valiosa do mundo (US$ 34,6 bilhões) em 2019, de acordo com o Banco Mundial. Neste ano, o país foi o 35ª maior produtor mundial de veículos (186 mil unidades) e o 39ª maior produtor de aço (3,3 milhões de toneladas). Outros setores das indústrias incluem cimento, fertilizantes, óleo comestível, açúcar, tabaco, produtos químicos, máquinas, processamento de alimentos e instrumentos médicos, principalmente cirúrgicos. O Paquistão é um dos maiores fabricantes e exportadores de instrumentos cirúrgicos. O país tem recebido investimento direto estrangeiro em diversas áreas, como telecomunicações, imóveis e energia. Software, construção naval, indústria bélica e segmento aeroespacial também são setores industriais importantes.
A indústria têxtil tem uma posição central no setor manufatureiro do Paquistão. Na Ásia, o Paquistão é o oitavo maior exportador de produtos têxteis, contribuindo com 9,5% do PIB e criando empregos para cerca de 15 milhões de pessoas (cerca de 30% dos 49 milhões de pessoas na força de trabalho). O Paquistão é o quarto maior produtor de algodão, com a terceira maior capacidade de fiação na Ásia, depois da China e da Índia, contribuindo com 5% da capacidade de fiação global. A China é o segundo maior comprador de têxteis do Paquistão, importando US$ 1,5 bilhão em têxteis. Ao contrário dos EUA, onde a maioria dos têxteis de valor agregado são importados, a China compra apenas fios e tecidos de algodão do Paquistão. Em 2012, os produtos têxteis do Paquistão representaram 3,3% ou US$ 1,07 bilhão de todas as importações de têxteis do Reino Unido, 12,4% ou US $ 4,61 bilhões do total das importações de têxteis da China, 3,0% de todas as importações de têxteis dos EUA (US$ 2,98 bilhões), 1,6% do total das importações de têxteis da Alemanha (US$ 880 milhões) e 0,7% do total das importações têxteis indianas (US$ 888 milhões).
Em novembro de 2006, China e Paquistão assinaram um acordo de livre comércio com o qual pretendem triplicar o comércio bilateral, de 4,2 bilhões de dólares para 15 bilhões de dólares nos próximos cinco anos. As exportações paquistanesas em 2007 atingiram 20,58 bilhões de dólares.

### Turismo

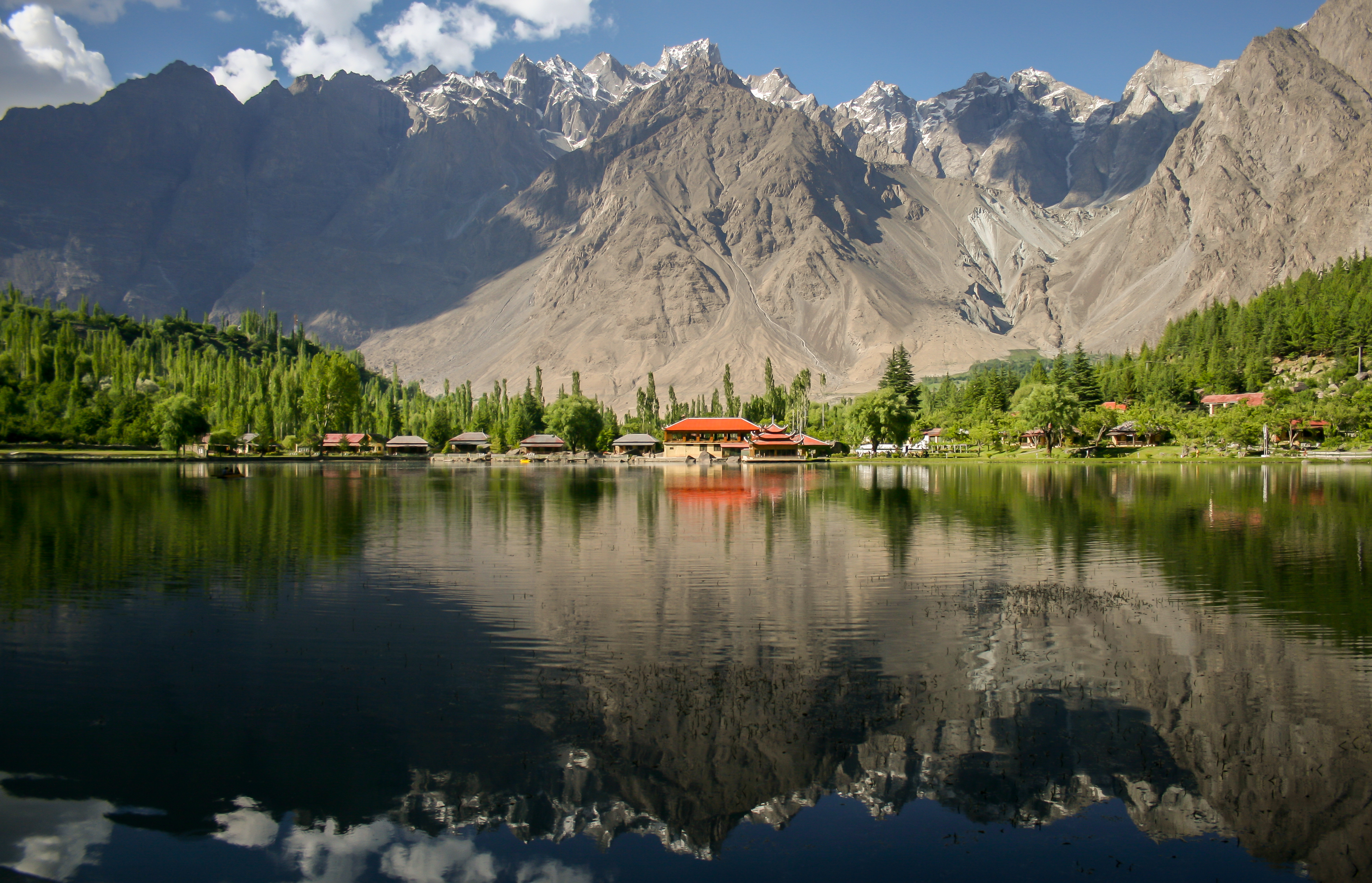
Shangrila Resort, Skardu

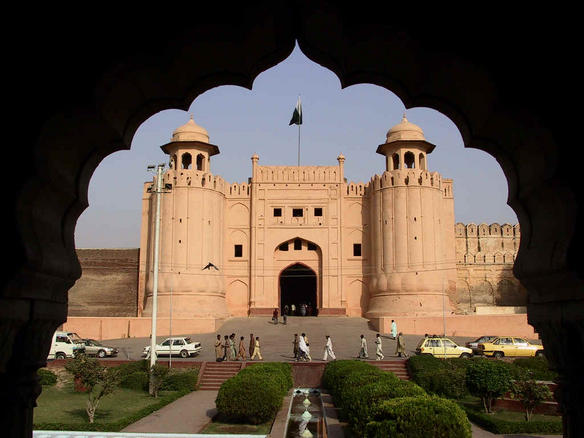
Forte de Lahore

Com as suas diversas culturas, pessoas e paisagens, o Paquistão atraiu cerca de 1 milhão de turistas estrangeiros em 2014, contribuindo com 94,8 bilhões de rupias para a economia do país, o que representou um declínio significativo desde a década de 1970, quando o país recebeu números sem precedentes de turistas estrangeiros devido para a popular trilha Hippie. A trilha atraiu milhares de europeus e estadunidenses nas décadas de 1960 e 1970 que viajaram por terra pela Turquia e Irã até a Índia através do Paquistão. Os principais destinos de escolha para esses turistas foram o Passo Khyber, Pexauar, Carachi, Laore, Suate e Raualpindi. A popularidade declinou após a Revolução Iraniana e da guerra soviético-afegã.
O país continua a atrair anualmente cerca de 500 mil turistas estrangeiros. As atrações turísticas do Paquistão variam desde os manguezais nas estações do monte sul até o Himalaia no nordeste. Os destinos turísticos do país variam das ruínas budistas de Takht-i-Bahi e Taxila, até as cidades de 5 000 anos de idade da civilização do Vale do Indo, como Moenjodaro e Harapa. O Paquistão é o lar de vários picos de montanhas com mais de 7 000 metros. A parte norte do país tem muitas fortalezas antigas, exemplos de arquitetura antiga e os vales de Hunza e Chitral, que abriram a pequena comunidade animista pré-islâmica de kalasha que reivindica a descendência de Alexandre, o Grande. A capital cultural do Paquistão, Laore, contém muitos exemplos da arquitetura mogol, como a Mesquita Badshahi, os Jardins de Shalimar, o Tumba de Jahangir e o Forte de Lahore.
Em outubro de 2006, apenas um ano após o terremoto da Caxemira de 2005, The Guardian lançou o que descreveu como "os cinco melhores locais turísticos no Paquistão", a fim de ajudar a indústria do turismo do país. Os cinco sites incluíram Taxila, Laore, Estrada do Caracórum, Carimabade e Lago Saiful Muluk. Para promover o patrimônio cultural único do Paquistão, o governo organiza vários festivais ao longo do ano. Em 2015, o Índice de Competitividade em Viagens e Turismo do Fórum Econômico Mundial classificou o Paquistão no 125º lugar entre 141 países.

## Infraestrutura

### Energia

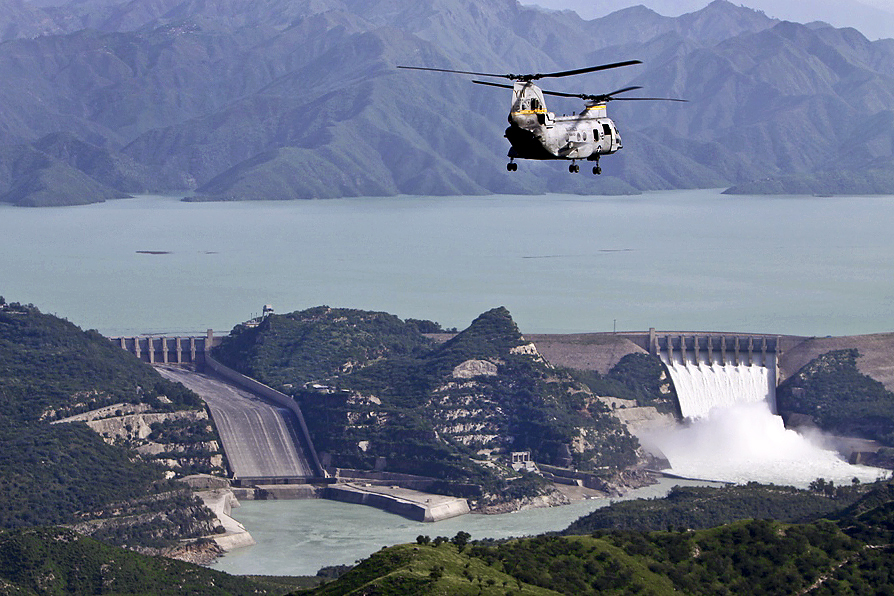
Represa de Tarbela, Caiber Paquetuncuá

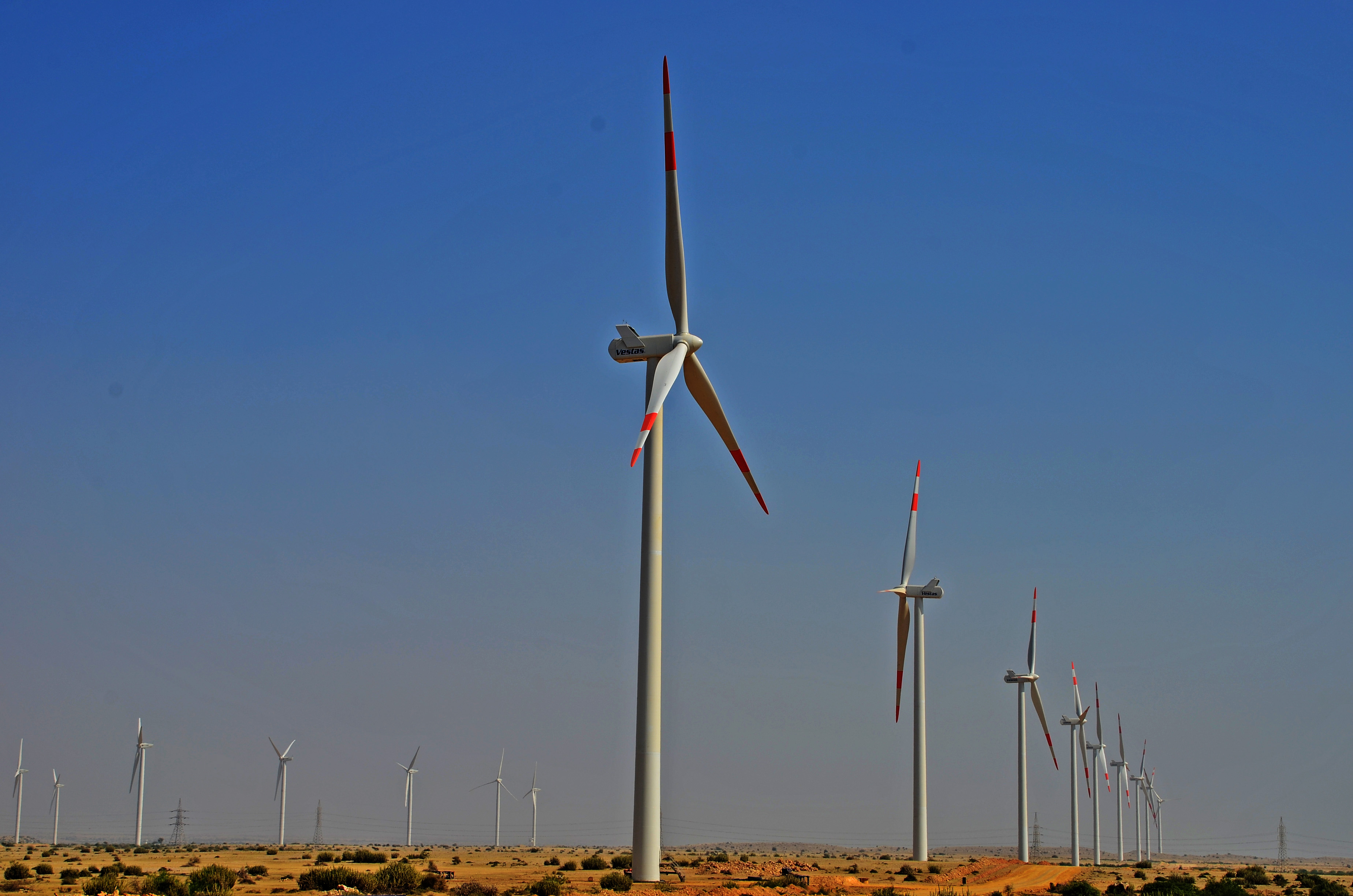
Parque eólico de Jhimpir, Sind

Até o final de 2016, a energia nuclear era fornecida por quatro usinas de energia nuclear comerciais licenciadas. A Comissão de Energia Atômica do Paquistão (PAEC) é a única responsável por operar essas usinas, enquanto a Autoridade Reguladora Nuclear do Paquistão regula o uso seguro da energia nuclear. A eletricidade gerada pelas usinas nucleares comerciais representa cerca de 5,8% da energia elétrica do país, em comparação com 64,2% dos combustíveis fósseis (petróleo bruto e gás natural), 29,9% da energia hidrelétrica e 0,1% do carvão. O Paquistão é um dos quatro países nucleares (juntamente com a Índia, Israel e Coreia do Norte) que não é parte do Tratado de Não Proliferação de Armas Nucleares, mas é membro da Agência Internacional de Energia Atômica.
O KANUPP-I, um reator nuclear de tipo Candu, foi fornecido pelo Canadá em 1971 — a primeira usina comercial de energia nuclear do país. A cooperação nuclear sino-paquistanesa começou no início da década de 1980. Após um acordo de cooperação nuclear sino-paquistanês em 1986, a China forneceu ao Paquistão um reator nuclear chamado CHASNUPP-I para o crescimento industrial e energético do país. Em 2005, os dois países propuseram trabalhar em um plano conjunto de segurança energética, exigindo um enorme aumento da capacidade de geração para mais de 160 mil MWe até 2030. Sob seu programa "Visão de Energia Nuclear 2050", o governo paquistanês planeja aumentar a capacidade de geração de energia nuclear para 40 000 MWe, 8 900 MWe até 2030.
Em junho de 2008, o complexo comercial nuclear foi expandido com o trabalho de instalação e operação dos reatores Chashma-III e Chashma-IV em Chashma, na província de Panjabe, cada um com 325-340 MWe ao custo de 129 bilhões de dólares, dos quais 80 bilhões vieram de fontes internacionais, principalmente a China. Um novo acordo para a ajuda da China com o projeto foi assinado em outubro de 2008 e deu destaque como contraposto ao acordo entre os Estados Unidos e a Índia que logo o precedeu. O custo cotado foi de 1,7 bilhão de dólares, com um componente de empréstimo estrangeiro de 1,07 bilhão de dólares. Em 2013, o Paquistão estabeleceu um segundo complexo nuclear comercial em Carachi com planos de reatores adicionais, semelhante ao de Chashma. A energia elétrica é gerada por várias corporações de energia e distribuída uniformemente pela Autoridade Nacional de Energia Elétrica (NEPRA) entre as quatro províncias. No entanto, a K-Electric, com base em Carachi e a Water and Power Development Authority (WAPDA), gera grande parte da energia elétrica utilizada no Paquistão, além de cobrar receitas em todo o país. Em 2014, o Paquistão tem uma capacidade instalada de geração de eletricidade de cerca de 22,797 MWt.

### Transportes

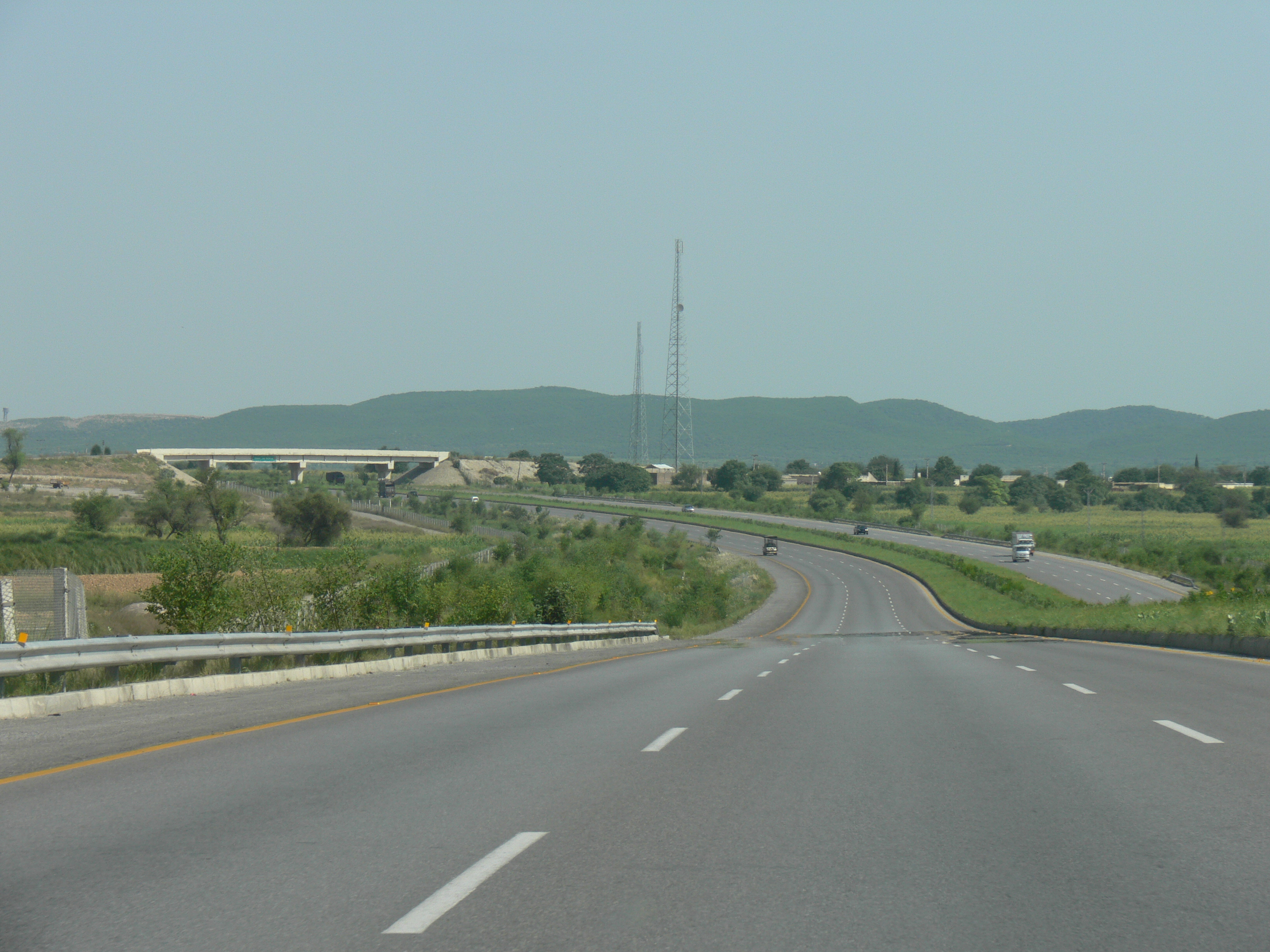
Rodovia M2, que liga Islamabade a Lahore

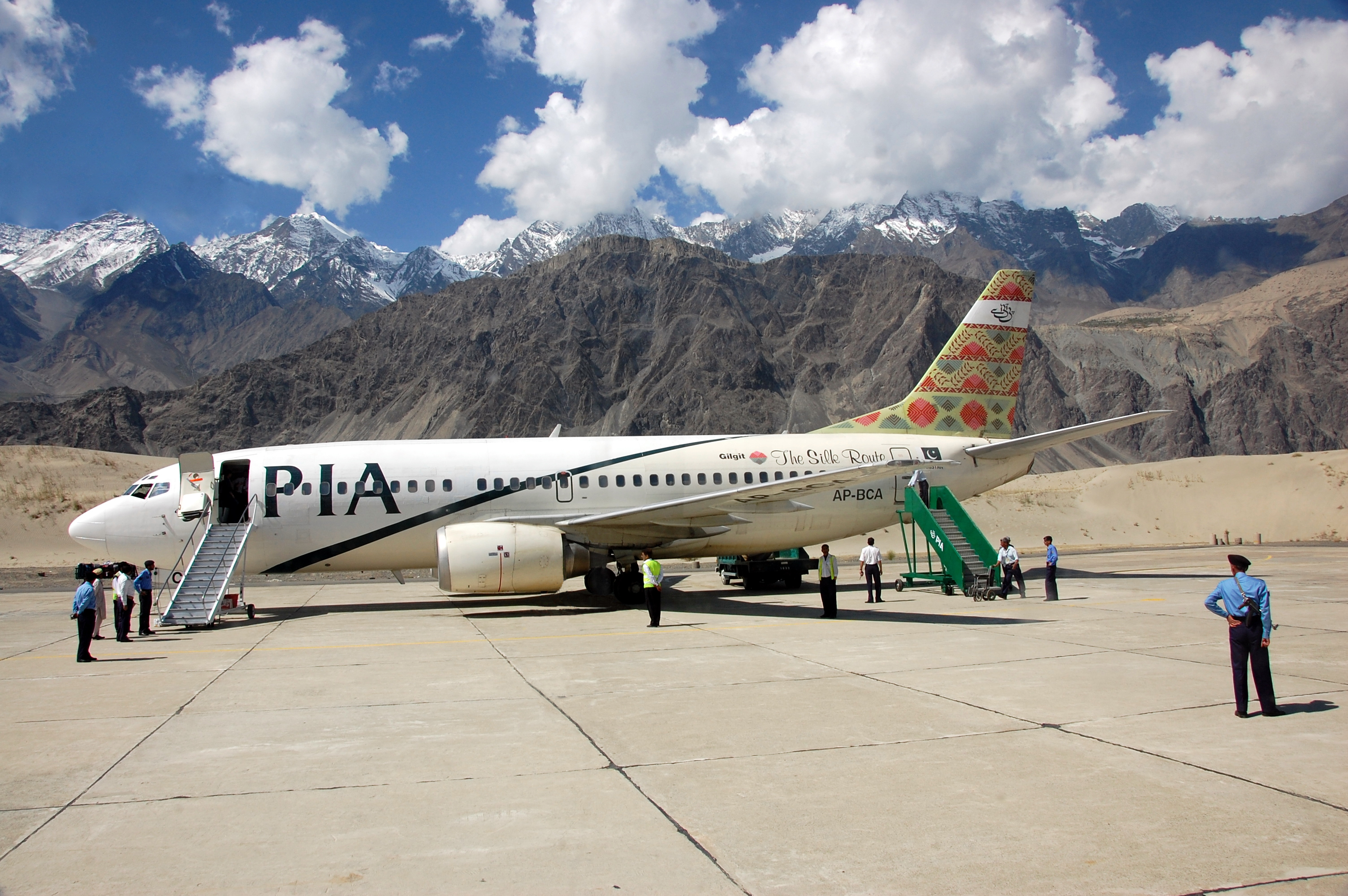
Boeing 737 de propriedade e operado pela Pakistan International Airlines (PIA)

O setor de transportes representa cerca de 10,5% do PIB do país. A infraestrutura do sistema rodoviário do Paquistão é melhor que a da Índia, Bangladexe e Indonésia, mas o sistema ferroviário está atrasado, atrás de Índia e China, sendo que a infraestrutura da aviação também precisa de melhorias. Não há quase nenhum sistema de transporte hidroviário no interior e o transporte costeiro só atende às necessidades locais.
As estradas formam a espinha dorsal do sistema de transporte paquistanês. Com um comprimento total da estrada de 263 942 quilômetros, representa 92% do passageiro e 96% do tráfego de mercadorias no interior do país. Os serviços de transporte rodoviário estão em grande parte nas mãos do setor privado. A National Highway Authority é responsável pela manutenção de rodovias e autoestradas nacionais. O sistema rodoviário depende principalmente das ligações norte-sul que ligam os portos do sul às populosas províncias de Panjabe e Caiber Paquetuncuá. Embora esta rede represente apenas 4,59% do comprimento total da estrada, carrega 85% do tráfego do país.
As Pakistan Railways, sob o Ministério das Ferrovias (MoR), operam o sistema ferroviário. De 1947 até a década de 1970, o sistema ferroviário foi o principal meio de transporte até as construções das rodovias nacionais e o boom econômico da indústria automotiva. A partir da década de 1990, houve uma mudança acentuada no trânsito ferroviário para rodovias; a dependência das estradas cresceu após a introdução de veículos no país. Agora, a parcela ferroviária do tráfego interno é inferior a 8% para os passageiros e 4% para o tráfego de mercadorias. À medida que o transporte pessoal começou a ser dominado pelo automóvel, o total de trilhos diminuiu de 8775 quilômetros em 1990-91 para 7791 quilômetros em 2011. O Paquistão espera usar o serviço ferroviário para impulsionar o comércio exterior com a China, o Irã e a Turquia.
Estima-se que 139 aeroportos e aeródromos no Paquistão — incluindo os militares e os principais aeroportos civis de propriedade pública. Embora o Aeroporto Internacional Jinnah seja a principal porta de entrada internacional para o Paquistão, os aeroportos internacionais em Lahore, Islamabad, Pexauar, Quetta, Faisalabad, Sialkot e Multã também lidam com quantidades significativas de tráfego. A indústria da aviação civil é mesclada com os setores público e privado e foi desregulamentada em 1993. Embora a empresa estatal Pakistan International Airlines (PIA) seja a transportadora aérea principal e dominante, respondendo por cerca de 73% dos passageiros domésticos e todo o frete doméstico, companhias aéreas privadas, como Airblue, Shaheen Air International e Air Indus, também oferecem serviços similares a baixo custo. Os principais portos marítimos estão em Carachi, Sinde (Porto de Carachi e Porto de Qasim). Desde a década de 1990, algumas operações marítimas foram movidas para o Balochistão com a construção dos portos de Gwadar e Gadani. De acordo com o Relatório de Competividade Global do Fórum Econômico Mundial, a qualidade da infraestrutura portuária do Paquistão aumentou de 3,7 para 4,1 pontos entre 2007 e 2016.

### Educação

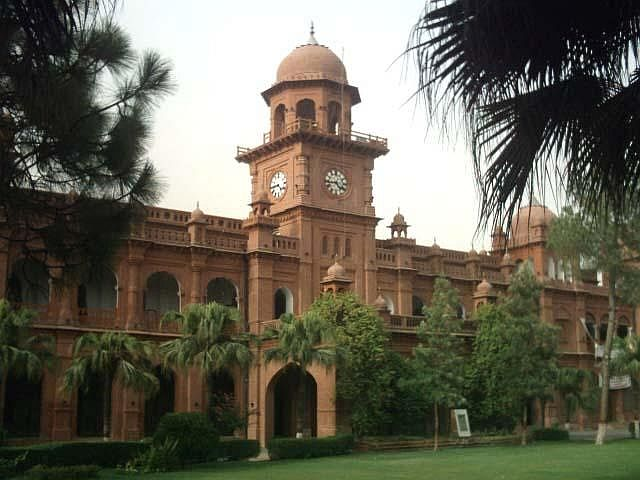
Universidade de Panjabe

A constituição do Paquistão exige que o Estado ofereça ensino primário e secundário gratuito. Na época do estabelecimento do Paquistão como um Estado, o país tinha apenas uma universidade, a Universidade de Panjabe em Lahore. O governo do Paquistão então estabeleceu universidades públicas em cada uma das quatro províncias, incluindo a Universidade de Sinde (1949), Universidade de Pexauar (1950), Universidade de Carachi (1953) e Universidade do Balochistão (1970). O Paquistão tem uma grande rede de universidades públicas e privadas, que inclui a colaboração entre as universidades visando o fornecimento de oportunidades de pesquisa e educação superior no país, embora haja preocupação com a baixa qualidade do ensino em muitas das escolas mais novas.
A taxa de alfabetização da população é de ~58%. A taxa de alfabetização masculina é de 70,2%, enquanto a taxa de alfabetização feminina é de 46,3%. As taxas de alfabetização variam de acordo com a região e particularmente pelo sexo; como um exemplo, a alfabetização feminina em áreas tribais é de apenas 3,0%. Com o advento da literacia informática em 1995, o governo lançou uma iniciativa nacional em 1998 com o objetivo de erradicar o analfabetismo e proporcionar uma educação básica a todas as crianças. Através de várias reformas educacionais, até 2015, o Ministério da Educação espera alcançar níveis de inscrição de 100,00% entre crianças em idade escolar e uma taxa de alfabetização de 86% entre pessoas com mais de 10 anos. Atualmente, o Paquistão gasta 2,2% de seu PIB em educação; segundo o Instituto de Ciências Sociais e Políticas, o índice é um dos mais baixos da Ásia Meridional.

### Saúde
As despesas com assistência foram de 2,8% do PIB em 2013. A expectativa de vida no nascimento foi de 67 anos para as mulheres e 65 anos para os homens em 2013. O setor privado representa cerca de 80% das visitas ambulatoriais. Aproximadamente 19% da população e 30% das crianças com menos com cinco anos de idade estão desnutridas. A mortalidade dos menores de cinco anos foi de 86 por 1 000 nascidos vivos em 2012.
Os serviços de saúde são tidos como inadequados em muitos lugares do país. Hospitais com bom funcionamento geralmente só são encontrados em cidades maiores. Além disso, existem más condições de higiene e falta de água potável em demasiadas regiões rurais, o que promove a propagação de doenças gastrointestinais e epidemias como tuberculose, malária e hepatite. De acordo com a organização não governamental Médicos sem Fronteiras, a cólera também foi endêmica em 2010, com a desnutrição aumentando a suscetibilidade a doenças. Em 2015, 20% da população era considerada desnutrida, principalmente crianças. É correspondentemente alta a mortalidade infantil: cerca um décimo das crianças morrem antes dos cinco anos. Além do Afeganistão, o Paquistão é o único país do mundo onde a poliomielite ainda é endêmica. A Organização Mundial da Saúde (OMS) está envidando esforços para eliminar a doença por meio de programas de vacinação.

## Cultura

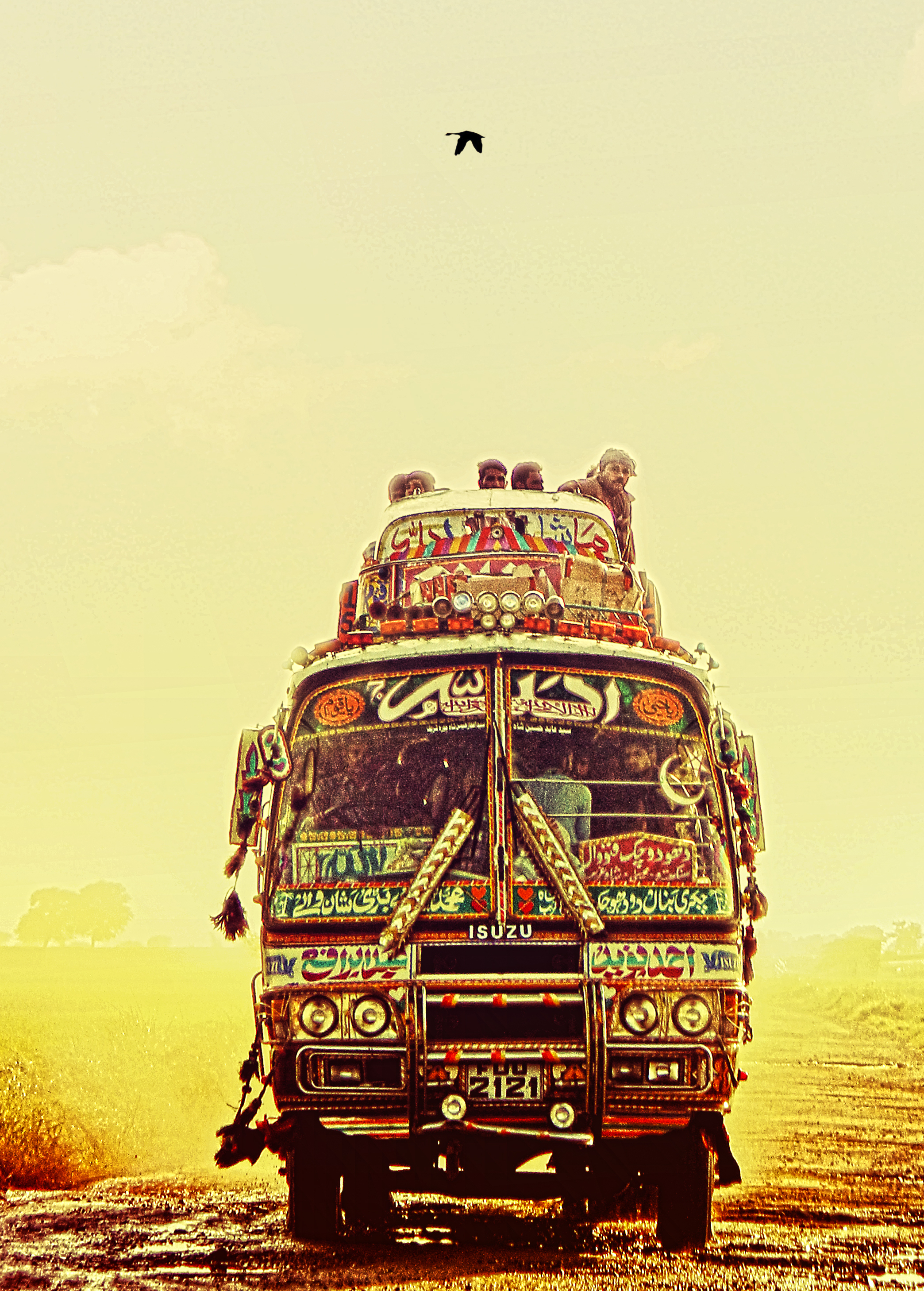
A arte em caminhões é uma característica única da cultura do Paquistão

O Paquistão possui uma rica e singular cultura que preserva tradições estabelecidas ao longo da história. Muitos hábitos, alimentos, monumentos e santuários são herança dos impérios mogol e afegão. O traje nacional, chamado shalwar qamiz, é proveniente de invasores nômades turco-iranianos da Ásia Central. Nos centros urbanos os trajes ocidentais são populares entre a juventude e os empresários.
A sociedade paquistanesa é multilinguística e predominantemente muçulmana, que tem em alta conta os valores familiares tradicionais, embora as famílias urbanas tenham adotado o sistema do núcleo familiar, devido às restrições socioeconômicas impostas pelo sistema tradicional. As últimas décadas assistiram ao surgimento de uma classe média em cidades como Carachi, Laore, Raualpindi, Haiderabade, Faiçalabade e Pexauar, cujos integrantes são considerados liberais, por oposição às regiões a noroeste, na fronteira com o Afeganistão, que permanecem conservadoras e dominadas por costumes tribais centenários. A globalização aumentou a influência da cultura ocidental no país. Cerca de quatro milhões de paquistaneses vivem no exterior, dos quais quase meio milhão residem nos Estados Unidos e cerca de uma milhão, na Arábia Saudita. Aproximadamente um milhão de descendentes de paquistaneses vivem no Reino Unido.

### Música e literatura
A música paquistanesa vai de melodias folclóricas provinciais e estilos tradicionais até formas modernas que fundem música ocidental e tradicional. A chegada de refugiados afegãos nas províncias ocidentais reavivou a música pastó e persa e transformou Pexauar num foco para músicos afegãos e num centro de distribuição da música do Afeganistão.
A atual literatura paquistanesa é composta em urdu, sindi, panjabi, pastó, balúchi e inglês. No passado, também era expressa em persa. Antes do século XIX, constituía-se de poesia lírica e material religioso, místico e popular. Atualmente, o gênero de contos é particularmente popular. O poeta nacional paquistanês, Muhammad Iqbal, escreveu principalmente em persa, além de urdu, tratando de temas da filosofia islâmica.
O expoente mais conhecido da literatura urdu contemporânea é Faiz Ahmed Faiz. Mirza Kalich Beg é considerado o pai da prosa sindi moderna. A tradição literária pastó contém poesia lírica e poemas épicos. Na língua balúchi, canções e baladas são populares.

### Arquitetura

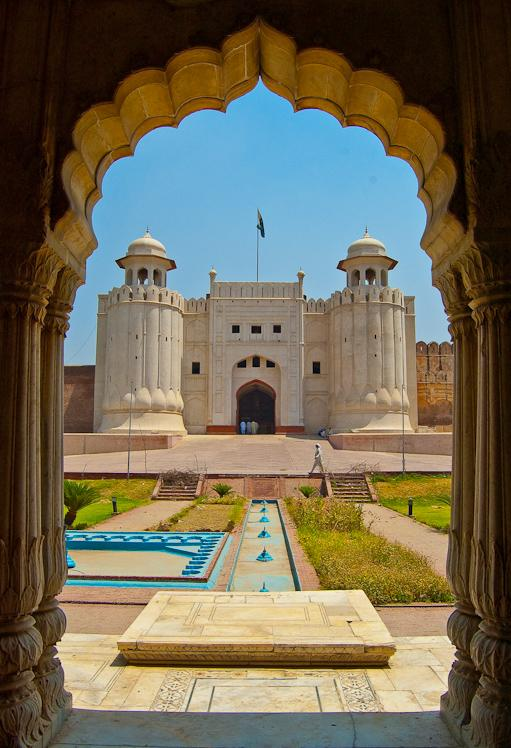
O Forte de Lahore é um Patrimônio Mundial pela UNESCO

A arquitetura da região correspondente ao atual Paquistão passou por quatro períodos históricos distintos, o pré-islâmico, o islâmico, o colonial e o pós-colonial.
A civilização do Vale do Indo, surgida em meados do terceiro milênio a.C., permitiu o desenvolvimento de uma cultura urbana avançada pela primeira vez na área, com grandes instalações estruturais que, em alguns casos, ainda existem. Moenjodaro, Harapa e Kot Diji pertencem à era de assentamentos pré-islâmicos. A chegada do budismo e a influência persa e grega levou ao desenvolvimento do estilo greco-budista a partir do século I. O zênite desta época foi o estilo Gandara. As ruínas do mosteiro budista de Takht-i-Bahi, em Caiber Paquetuncuá, são um exemplo da arquitetura budista.
A chegada do Islã na região provocou o fim súbito da arquitetura budista. Ocorreu então uma transição para uma arquitetura islâmica sem representação de imagens. O edifício mais importante do estilo persa é a tumba do Xá Rukn-i-Alam, em Multã. Durante a era mogol, elementos artísticos da arquitetura islâmico-persa produziram formas frequentemente alegres da arquitetura hindustâni. Lahore, residência episódica dos governantes mogóis, contém um bom número de edifícios importantes da era mogol, como a mesquita Badshahi, a fortaleza de Lahore e a mesquita Wazir Khan, dentre outros.
A era colonial britânica assistiu à construção de edifícios do estilo indo-europeu, com uma mescla de elementos europeus e indo-islâmicos. A identidade nacional pós-colonial é expressa por estruturas modernas como a mesquita Faisal, o Minar-e-Pakistan e o Mazar-e-Quaid.